# Affaires du voile islamique en France
Pour un article plus général, voir Voile islamique en Europe.

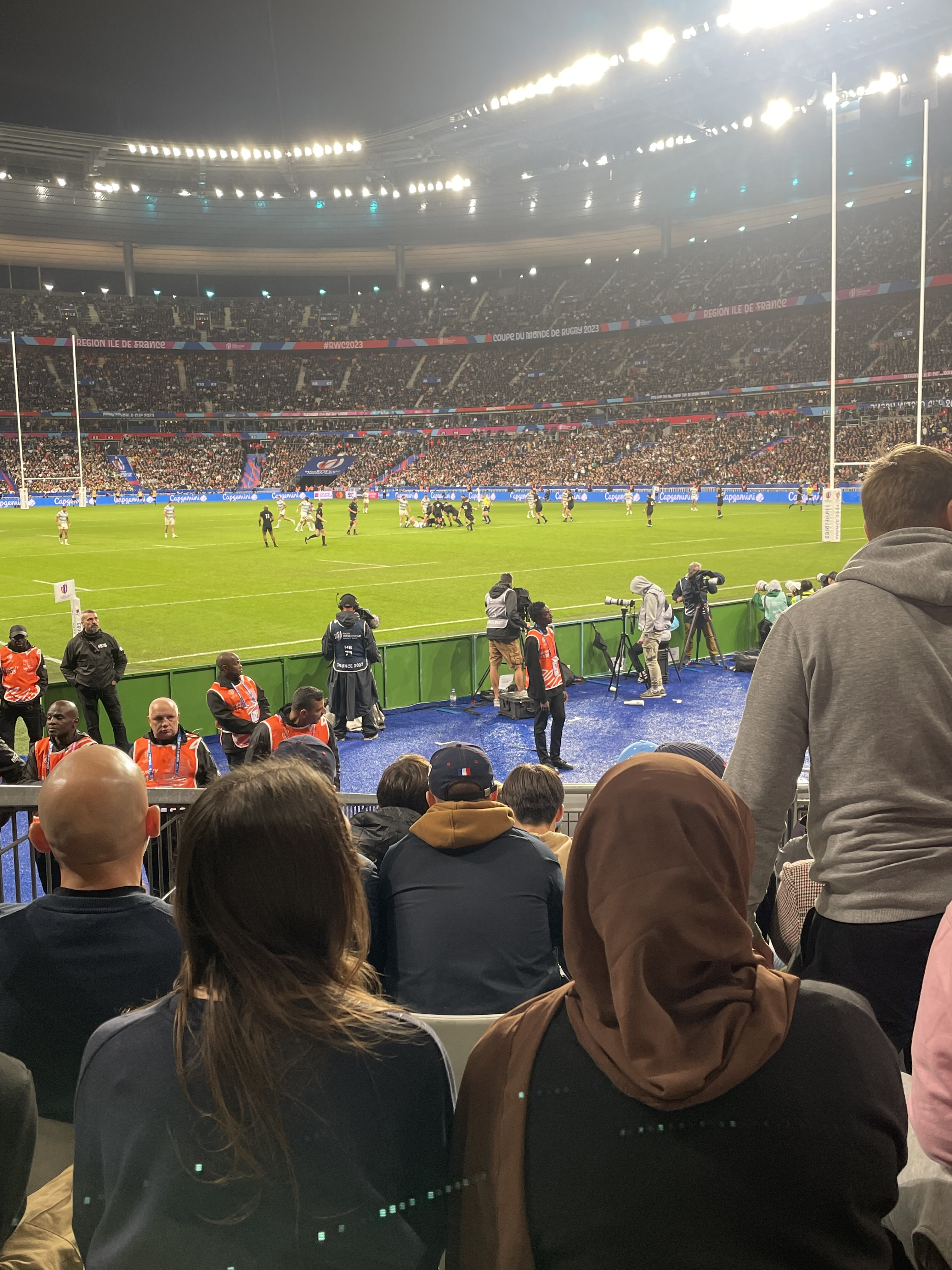
Spectatrice voilée de dos lors d'un match de rugby au Stade de France.

Les affaires du voile islamique en France sont une série d'événements et de polémiques médiatisés en lien avec le port du voile islamique (ou hidjab) sur le territoire français. Les polémiques prenant ces événements pour objet, les constituant ainsi en affaires, se sont généralement déployées autour de la notion de laïcité.
Parmi ces affaires, on peut citer l'affaire des collégiennes de Creil (1989), l'affaire de la crèche Baby Loup (2010-2014) et l'émeute urbaine de Trappes liée à un contrôle controversé d'une femme portant le voile intégral (2013).
Ces événements et ces polémiques ont donné lieu à deux lois : la loi sur les signes religieux dans les écoles publiques françaises (2004) et la loi interdisant la dissimulation du visage dans l'espace public (2010).

## Histoire

### Débats autour de la loi de 1905 et de la question des vêtements religieux
Lors des virulents débats du début du XXe siècle qui se sont conclus par la loi de séparation des Églises et de l'État en 1905 on débattait sur l'interdiction ou non des vêtements religieux uniquement chrétiens dans certains lieux, l'islam étant alors invisible en France.

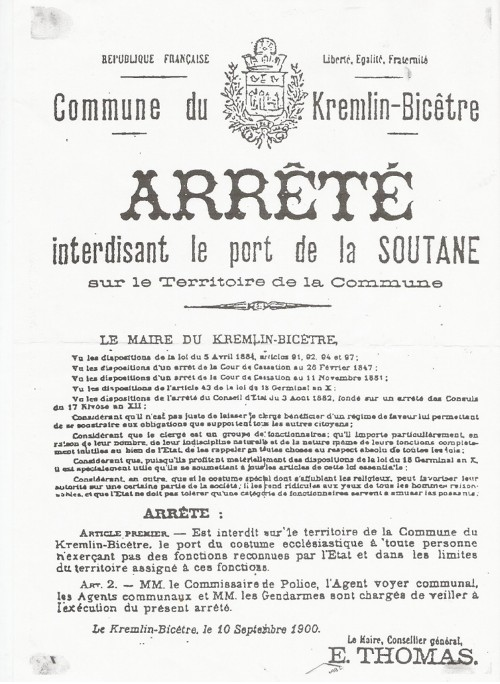
Arrêté du 10 septembre 1900 interdisant le port de la soutane.

Ainsi, le 10 septembre 1900, Eugène Thomas, maire du Kremlin-Bicêtre, prend un arrêté interdisant le port de la soutane sur le territoire de la commune. Eugène Thomas se justifie ainsi :

« Le clergé est un groupe de fonctionnaires […] qu'il importe particulièrement, en raison de leur nombre, de leur indiscipline naturelle et de la nature même de leurs fonctions complètement inutiles au bien de l’État, de les rappeler en toutes choses au respect absolu de toutes les lois. […] Si le costume dont s'affublent les religieux peut favoriser leur autorité sur une certaine partie de la société, il les rend ridicules aux yeux de tous les hommes raisonnables et l’État ne doit pas tolérer qu'une catégorie de fonctionnaires serve à amuser les passants. »

Plusieurs arrêtés du même genre sont pris par les maires anti-cléricaux de certaines villes françaises. Ces arrêtés municipaux interdisant le port de la soutane sont systématiquement jugés illégaux par le Conseil d'État et donc annulés.
Sous le régime du Concordat, le port de la soutane était d'ailleurs réglementé[réf. souhaitée].

Lors des débats sur la loi de 1905, un amendement est déposé par le député radical socialiste de la Drome, Charles Chabert, afin que le port de la soutane soit interdit en dehors des lieux de culte. Pour justifier cette interdiction, le député met notamment en avant la dignité et l'émancipation des cléricaux, ainsi que des motifs tenant à l'ordre public (risques de réactions anti-cléricales au passage des prêtres en soutane dans les villes françaises). Le rapporteur de la loi de 1905, Aristide Briand répond au député en disant que : 

« Le silence du projet de loi au sujet du costume ecclésiastique… n’est pas le résultat d’une omission mais bien au contraire d’une délibération mûrement réfléchie. Il a paru à la commission que ce serait encourir, pour un résultat plus que problématique, le reproche d’intolérance et même d’exposer à un danger plus grave encore, le ridicule, que de vouloir par une loi qui se donne pour but d’instaurer dans ce pays un régime de liberté au point de vue confessionnel, imposer aux ministres des cultes l’obligation de modifier la coupe de leurs vêtements… La soutane devient, dès le lendemain de la séparation, un vêtement comme un autre, accessible à tous les citoyens, prêtres ou non, c’est la seule solution qui nous ait paru conforme au principe même de la séparation. »

 L'amendement est rejeté.
La loi de 1905 énonce dans son article 1er :

« La République assure la liberté de conscience. Elle garantit le libre exercice des cultes sous les seules restrictions édictées ci-après dans l'intérêt de l'ordre public. »

La loi instaure donc un régime libéral. Selon son rapporteur, Aristide Briand, « toutes les fois que l’intérêt de l’ordre public ne pourra être légitimement invoqué, dans le silence des textes ou le doute sur leur exacte interprétation, c’est la solution libérale qui sera la plus conforme à la pensée du législateur. […] Le principe de la liberté de conscience et du libre exercice du culte domine toute la loi ».

### Politique coloniale française et«cérémonies de dévoilement»en Algérie française
La première confrontation de la culture française avec le voile islamique se produit durant la période de l'Algérie française. Une campagne de propagande coloniale française en Algérie, montrant des femmes drapées de leur haïk, accompagnées d’un slogan impératif explicite : « N’êtes-vous donc pas jolie ? Dévoilez-vous ! ». Dans des livres comme Les Féministes blanches et l’empire de Stella Magliani-Belkacem et Félix Boggio Éwanjé-Épée qui s'appuie sur L'An V de la révolution algérienne de Frantz Fanon, les auteurs reviennent sur les cérémonies de dévoilement en Algérie en mai 1958 par les généraux putschistes et leurs épouses.

## Enquêtes et statistiques
L'enquête intitulée « Trajectoires et origines » (TEO) menée par l'Insee et l'Ined en 2008 traite de l'immigration. Selon l'hebdomadaire Marianne, cette enquête montre que « la sécularisation (l’émancipation des préceptes religieux) qui gagnait à grande vitesse la société française — immigrés musulmans compris — a laissé place depuis les années 80 à une forte réislamisation. […] Le voile et la forte progression des interdits alimentaires dans tous les milieux en sont les aspects visibles ».

## Chronologie des affaires célèbres et des réponses politiques et législatives apportées

### Création du Haut Conseil à l'intégration (1989-2012)
Le Haut Conseil à l'Intégration (HCI) est créé par un décret du 19 décembre 1989 dans le contexte des premières « affaires du foulard ». Le HCI a pour mission de « donner son avis et de faire toute proposition utile, à la demande du Premier ministre, sur l’ensemble des questions relatives à l’intégration des résidents étrangers ou d’origine étrangère ». Une « mission laïcité » est officiellement installée en son sein en 2011 par le président de la République Nicolas Sarkozy.
La « mission laïcité » du HCI et le HCI lui-même ne sont pas reconduits dans leurs fonctions à la fin de l'année 2012, et le nouveau président de la République François Hollande installe le 8 avril 2013 l'Observatoire de la laïcité, créé en 2007 par Jacques Chirac mais jamais mis en place. En effet, « depuis le 24 décembre 2012, le Président et les membres du collège du Haut Conseil à l’intégration ne sont plus en fonction. À compter de cette date et en l’absence de collège, le HCI n’est donc plus en situation d’émettre des avis, ni de publier des rapports ». Le dernier document de travail de la « mission laïcité » du HCI, publié en 2013 (mais jamais remis officiellement), suscitera la polémique en recommandant l'interdiction du port du voile à l'université.

### Nouvelles polémiques sur le port du voile et rapport de la Commission Stasi (2004)
Le 19 avril 2003, à l'occasion du congrès de l'Union des organisations islamiques de France (Musulmans de France, ex-UOIF) au Bourget, le ministre de l'Intérieur Nicolas Sarkozy, au sujet de l'universalité de la loi, déclare en vouloir une sur l'obligation d'avoir la tête nue lors de la prise de photos d'identité. Les médias reprennent alors le sujet du « port du voile », qui concerne progressivement l'école, et l'idée d'une loi gagne des partisans, dont le président de la Chambre des députés. Peu convaincu de la nécessité d'une loi, le président de la République Jacques Chirac met toutefois sur pied, le 3 juillet, une commission de réflexion sur l'application du principe de laïcité dans la République, ou commission Stasi, du nom de son président. Les auditions publiques effectuées à la rentrée font ressortir une « dégradation de la situation sociale », qui pousse ses membres à faire vingt-sept propositions dans le rapport qu'ils remettent le 11 décembre au président de la République,,. Parmi elles, figurent l'interdiction législative de signes religieux « ostensibles », dont fait partie le voile, dans les écoles, collèges et lycées publics.

### Loi sur les signes religieux dans les écoles publiques françaises (2004)
La loi 2004-228 « encadrant, en application du principe de laïcité, le port de signes ou de tenues manifestant une appartenance religieuse dans les écoles, collèges et lycées publics » du 15 mars 2004 crée l'article L.141-5-1 du code de l'éducation qui dispose que « Dans les écoles, les collèges et les lycées publics, le port de signes ou tenues par lesquels les élèves manifestent ostensiblement une appartenance religieuse est interdit. Le règlement intérieur rappelle que la mise en œuvre d'une procédure disciplinaire est précédée d'un dialogue avec l'élève. »
Cette loi ne porte que sur les écoles, collèges et lycées de l’enseignement public (cf. Loi sur les signes religieux dans les écoles publiques françaises), et ne saurait être étendue aux autres usagers d’autres services. De plus, la loi ne concerne pas uniquement les personnes portant des signes « ostentatoires » de la religion musulmane, les signes ostentatoires d'autres religions telles le judaïsme, le christianisme, l'hindouisme, etc., étant également interdits.

### Polémique autour des parents accompagnateurs de sorties scolaires (depuis 2006)

#### Discussions antérieures à 2007
Extrait d'une question de Alima Boumediene-Thiery au Sénat : « Des mamans portant un foulard sont ainsi parfois exclues des activités périscolaires ou des réunions de parents d'élèves, et se voient interdire l'accès à l'établissement. Le ministre de l'Éducation nationale a pourtant rappelé que la loi ne s'appliquait pas aux adultes ne faisant pas partie de la communauté éducative, tels que les parents d'élèves ou les aumôniers. Le Premier ministre l'a confirmé. L'argument selon lequel les parents ont le statut de collaborateurs occasionnels du service public dès lors qu'ils accompagnent les classes scolaires ne tient pas. La jurisprudence est claire : cette assimilation ne sert qu'à permettre au parent accompagnateur d'obtenir une indemnisation de l'État en cas d'accident. Elle ne doit en aucun cas conduire à trier les parents d'élèves ».
Extrait de la réponse au Sénat de Christian Estrosi lorsqu'il était ministre délégué à l'Aménagement du territoire en 2006 : « Les règles susceptibles de s'appliquer à la situation des mères d'enfants scolarisés relèvent de la compétence du ministre de l'Éducation nationale. Le parent encadrant une activité périscolaire est assimilé à un collaborateur occasionnel du service public, ce qui l'oblige au respect du principe de neutralité. La circulaire du 18 mai 2004 mentionne expressément que « les agents contribuant au service public de l'éducation, quels que soient leur fonction et leur statut, sont soumis à un devoir strict de neutralité qui leur interdit le port de tout signe d'appartenance religieuse ».
Extrait du rapport du groupe de travail présidé par André Rossinot sur « La laïcité dans les services publics » de septembre 2006 page 34 : « Elle [l'obligation de neutralité] concernerait également les collaborateurs du service public, y compris bénévoles, intervenant en milieu hospitalier, en milieu scolaire, dans le secteur social ou encore sportif ».

#### Position de la Haute Autorité de lutte contre les discriminations et pour l'égalité (2007)
Dans une délibération rendue le 15 mars 2007, la Haute Autorité de lutte contre les discriminations et pour l'égalité (HALDE) énonce :

« Huit mères d’élèves sont exclues de la participation à des activités éducatives et/ou de l’encadrement de sorties scolaires en raison du port du foulard. La haute autorité rappelle que ni le principe de laïcité, ni celui de neutralité du service public ne s’opposent a priori à ce que des mères d’élèves portant le foulard collaborent, en leur qualité de parents, au service public de l’enseignement dans le cadre d’activités éducatives et de sorties scolaires, le refus de principe apparaissant susceptible de caractériser une discrimination dans l’accès à une activité bénévole fondée sur la religion. Elle recommande aux conseils d’école de revoir les règlements intérieurs applicables et/ou leur interprétation en ce sens et au ministre de l’Education nationale de prendre toute mesure pour garantir le respect du principe de non-discrimination religieuse selon les mêmes modalités sur l’ensemble du territoire. »

La HALDE relève notamment que d'une part, les parents accompagnateurs sont expressément exclus du champ d'application de la loi du 17 mars 2004 relative au port de signes religieux à l'école et que d'autre part, les parents d'élèves sont des usagers du service public et non des agents publics, et qu'ils ne sont donc pas soumis au principe de laïcité et de neutralité des services publics.
La HALDE considère également que l'interdiction faite aux parents d'élèves portant des signes religieux d'accompagner les enfants lors de sorties scolaires porte atteinte à la liberté religieuse (article 9 de la convention européenne des droits de l'homme) et constitue une pratique discriminatoire (directive 2000/78/CE du Conseil du 27 novembre 2000 portant création d'un cadre général en faveur de l'égalité de traitement en matière d'emploi et de travail).

##### Réactions
Extrait d'une tribune du 10 décembre 2007 publiée par Libération : « Qu’il soit ou non rémunéré ne change rien. Cautionner la présence d’accompagnateurs se discriminant eux-mêmes par le port de signes distinctifs indiquant un choix politique et (ou) religieux, c’est oublier la valeur d’exemplarité de l’adulte aux yeux de l’élève. » La publication de cette tribune contre la recommandation de la HALDE a été signée par de très nombreuses associations de protection des droits de l'homme : la LICRA, Ni putes ni soumises, SOS Racisme, Syndicat national du personnel de direction (SNPDEN-Unsa éducation), Union des familles laïques (UFAL).

#### Recommandation du Haut conseil à l'intégration (2010)
En mars 2010, le Haut Conseil à l'intégration remet au Premier ministre des recommandations relatives à l’expression religieuse dans les espaces publics de la République,. Dans sa recommandation no 4, le HCI recommande « l’adoption de mesures législatives afin de faire respecter le principe de laïcité à tous les collaborateurs occasionnels du service public » et notamment aux « accompagnateurs scolaires des écoles, collèges et lycées publics ».

#### La«circulaire Chatel»(2012)
Le ministre de l'Éducation nationale Luc Chatel, dans une lettre datée du mercredi 2 mars 2011, exprime son accord avec la directrice d'un établissement scolaire de Seine-Saint-Denis, qui refuse la participation d'une mère d'élève portant le voile islamique durant les sorties scolaires. Il considère que dans ce type de situation, les parents d'élèves se placent dans une « situation comparable à celle des agents publics », et qu'ils doivent donc accepter « de se soumettre aux principes fondamentaux de ce service public », qui impliquent « la neutralité ». Luc Chatel ajoute qu'« il ne faut pas transiger avec la laïcité ». Le tribunal administratif de Montreuil (Seine-Saint-Denis) a estimé mardi 22 novembre 2011 que le règlement intérieur d'une école peut légalement exiger « des parents volontaires pour accompagner les sorties scolaires qu'ils respectent dans leur tenue et propos la neutralité de l'école laïque ». Dans une étude adoptée par l'assemblée générale du Conseil d’État le 19 décembre 2013, ce dernier indique : « Dans un même ordre d'idées, les exigences liées au bon fonctionnement du service public de l'éducation peuvent conduire l'autorité compétente, s'agissant des parents d'élèves qui participent à des déplacements ou des activités scolaires, à recommander de s'abstenir de manifester leur appartenance ou leurs croyances religieuses ». Le ministre de l’Éducation nationale, Vincent Peillon, indique le jour même dans un communiqué : « la circulaire [Chatel] du 27 mars 2012 reste valable ». Elle prévoit : « il est recommandé de rappeler dans le règlement intérieur que les principes de laïcité de l'enseignement et de neutralité du service public sont pleinement applicables au sein des établissements scolaires publics. Ces principes permettent notamment d'empêcher que les parents d'élèves ou tout autre intervenant manifestent, par leur tenue ou leurs propos, leurs convictions religieuses, politiques ou philosophiques lorsqu'ils accompagnent les élèves lors des sorties et voyages scolaires ».

##### Réactions
Le 18 mai 2013, une manifestation est organisée contre l'exclusion des mères voilées des sorties scolaires.

#### Étude du Conseil d’État du 19 décembre 2013
Dans son étude du 19 décembre 2013, le Conseil d'État confirme que les parents accompagnateurs de sorties scolaires ne sont pas soumis au principe de neutralité : « l’emploi par diverses sources et pour des finalités diverses, de la notion de "collaborateur", "collaborateur occasionnel" ou "participant" ne dessine pas une catégorie juridique dont les membres seraient, entre autres, soumis à l’exigence de neutralité religieuse ». Il précise cependant que ces parents peuvent voir leur liberté de manifester leurs opinions religieuses limitée lorsqu'il y a une atteinte à l'ordre public ou au bon fonctionnement du service. Le 12 mai 2015, le tribunal administratif de Nice a rendu un jugement en ce sens.

##### Position de la ministre de l'Éducation Najat Vallaud-Belkacem (2014)
Le 21 octobre 2014, devant l'Observatoire de la laïcité, la ministre de l'Éducation nationale Najat Vallaud-Belkacem rappelle la position du Conseil d’État en indiquant donc que « l'autorisation est la règle et l'interdiction l'exception ».

#### Guide laïcité et collectivités locales de l'Observatoire de la laïcité (2015) et autres réactions
Dans son guide pratique, mis à jour en 2015, à destination des élus et des fonctionnaires, l'Observatoire de la laïcité rappelle le droit positif applicable en citant le Conseil d’État, plus haute juridiction administrative française. Il confirme donc la position de la ministre de l’Éducation nationale. Beaucoup plus critique, l'ancienne secrétaire d'État chargée des Affaires étrangères et des Droits de l'homme Rama Yade, interrogée en janvier 2015 au sujet des attentats islamistes, pointe du doigt les différentes atteintes à la laïcité autorisées par les gouvernements successifs citant en exemple le fait d'autoriser des « accompagnatrices voilées à participer aux sorties scolaires ».

#### Loi Blanquer (2019)
En 2019, le Sénat adopte un amendement au projet de loi École de la confiance devant proscrire le port foulard du voile[pas clair] par les parents[pas clair] lors des sorties scolaires, mais cet amendement est rejeté en commission mixte paritaire,.

#### Incident au conseil régional de Bourgogne-Franche-Comté (2019)
En octobre 2019, une accompagnatrice voilée assistant dans le public à une séance du Conseil régional avec un de ses enfants est prise à partie par un conseiller régional RN qui lui demande de quitter la salle. Le fils de la mère de famille fond en larmes, ce qui alimente cette polémique. Si le ministre de l'éducation nationale Jean-Michel Blanquer se déclare favorable à une interdiction du voile pour les accompagnatrices lors des sorties scolaires, il est contredit par d'autres membres du Gouvernement comme Sibeth Ndiaye et Cédric O. Le 15 octobre 2019, le premier ministre Édouard Philippe confirme à la tribune de l'Assemblée nationale la jurisprudence n'interdisant pas le port du voile par les parents d'élèves accompagnant les sorties scolaires.
Alors qu'un important débat médiatique se met en place à l'automne 2019, un collectif de 100 musulmans précise dans les colonnes du magazine Marianne les différences entre voile et Islam :

« Il est grand temps que nos compatriotes sachent que le port du voile ne fait pas l'unanimité, chez « les » musulmans. Il ne relève pas du culte, contrairement au jeûne du Ramadan ou aux cinq prières quotidiennes. Il n'est pas un « signe religieux » puisque l'islam réprouve tout fétichisme matériel. L'islam se vit dans le cœur, pas sur la tête. D'ailleurs, « les » musulmans, cela n'existe pas. Il y a DES musulmans, DES pratiques, DES interprétations, et DES convictions. Ces clivages et oppositions existent depuis le VIIe siècle.

Nous, signataires de ce texte, affirmons haut et fort que le port du voile est le signe ostentatoire d'une compréhension rétrograde, obscurantiste et sexiste du Coran. Voiler les femmes, c'est stigmatiser leur présence dans l'espace public. Faire d'elles des citoyennes assignées à la scandaleuse identité de « subordonnées au désir supposé des hommes ». Or, notre beau pays lutte pour aller vers toujours plus d'égalité entre les sexes. Le sexisme et la diabolisation du corps des femmes sont contraires à nos idéaux. »

— Appel de 101 musulman(e)s de France, Marianne, 22 octobre 2019.

### Considérations sur le«voile intégral»(2006-2010)

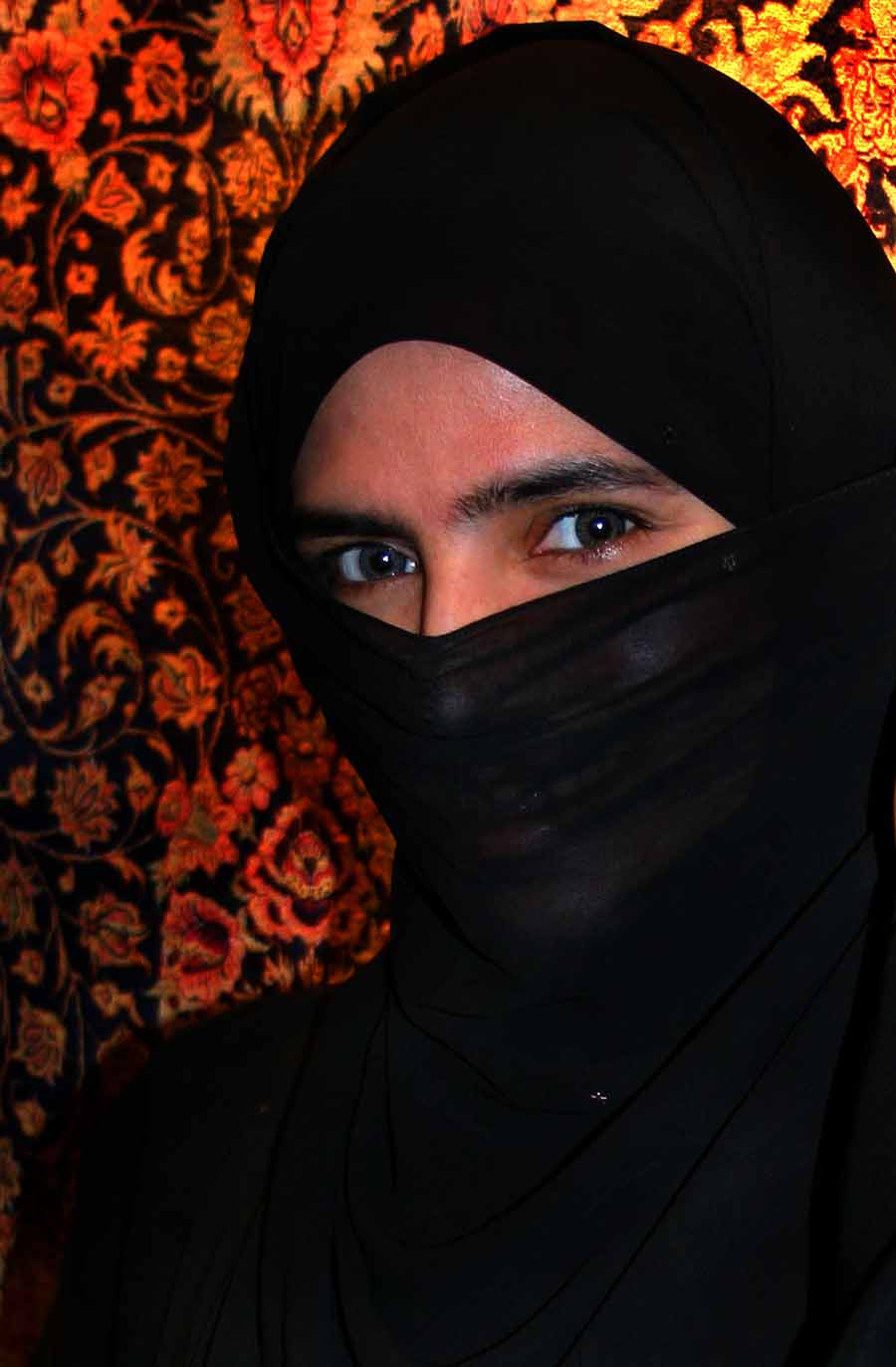
Une femme voilée d'un niqab aux Émirats arabes unis.

Le 26 avril 2006, le député Jacques Myard a déposé une proposition de loi visant à lutter contre les atteintes à la dignité de la femme résultant de certaines pratiques religieuses. L'article 1er de ce texte indique : « Aucune prescription culturelle ou religieuse n’autorise quiconque à voiler son visage sur la voie publique ; toute personne allant et venant sur le territoire de la République doit avoir le visage découvert permettant aisément sa reconnaissance ou son identification ».
En 2009, le niqab (long voile noir qui ne laisse apparaître que les yeux de la femme) et le tchadri (voile intégral porté par les femmes afghanes, le plus souvent bleu et muni d'un "grillage") semblent de plus en plus en vogue dans certains quartiers de villes françaises. La DCRI estime « lors d'une première approche rapide » le nombre à près de 400. Dalil Boubakeur, recteur de la Grande Mosquée de Paris, estime que la multiplication de ces tenues est le signe « du progrès de certaines tendances fondamentalistes ». 58 députés de toute tendance (3 PCF, 7 PS, 43 UMP, 2 Nouveau Centre et 3 non-inscrits) signent une proposition de résolution rendue publique le 18 juin 2009 qui demande de créer une commission pour « étudier la question et dialoguer », comme le déclare l'initiateur, le député communiste et maire de Vénisseux André Gerin,. Le 19 juin 2009, la question fait la une des journaux en France,,,. Le 22 juin 2009, Nicolas Sarkozy annonce, lors de son discours du Congrès de Versailles, que la mission d'information installée à l'Assemblée nationale le 1er juillet 2009 et présidée par André Guérin commencera ses travaux pour six mois le 8 juillet 2009.
Le 30 juillet 2009, le Service départemental d'information général (SDIG), attaché au ministère de l’Intérieur, fait l'état de la présence sur le territoire français de 367 femmes portant le voile intégral (il semblerait que ce nombre ait été sous-estimé : selon un nouveau rapport confidentiel rédigé durant l'été 2010 par la sous-direction de l'information générale du ministère de l'Intérieur, environ 2 000 femmes porteraient le voile intégral en France). Le chiffre de 367 porteuses du voile intégral a soulevé la question de l'utilité d'un débat parlementaire. Claude Bartolone (député PS de Seine-Saint-Denis) déclara que « par rapport au nombre, moins de 400 cas sur 60 millions, une loi, un débat parlementaire » serait comme « sortir un gros pilon pour écraser une mouche ».
Dans une allocution télévisée du mercredi 24 mars 2010, le président Nicolas Sarkozy déclare :

« Trop longtemps, nous avons supporté les atteintes à la laïcité, à l'égalité de l'homme et de la femme, les discriminations. Ce n'est plus supportable. Le voile intégral est contraire à la dignité de la femme. La réponse, c'est l'interdiction du voile intégral. Le gouvernement déposera un projet de loi d'interdiction conforme aux principes généraux de notre droit. »

L'association de défense des droits de l'homme Amnesty International estime pour sa part qu'une interdiction du voile intégral serait une atteinte à la liberté d'expression et de religion. Cependant, l’Égyptien Abdel Mouti al-Bayoumi, membre d'une institution sunnite d'Al-Azhar du Caire et auteur d'un livre contre le port du voile intégral, a salué la décision française d'interdire le port du voile islamique intégral dans l'espace public, estimant que « rien ne le prévoit dans le Coran ou la Sunna. » De son côté, la Commission nationale consultative des droits de l'homme a émis un avis négatif à une loi prohibant de manière générale et absolue du port du voile intégral.
Le 2 avril 2010, à Nantes, une jeune femme, vêtue de son niqab est verbalisée alors qu'elle conduisait un véhicule. Le procès-verbal est dressé au regard de l’article L412-6 du Code la route pour « circulation dans des conditions non aisées » (22 euros d'amende). Le fonctionnaire de police estime que le champ de vision de la jeune femme était réduit. Un recours devant le tribunal de police est introduit par la conductrice. La juridiction de proximité prononce la relaxe de la jeune femme, le 13 décembre 2010, aux motifs suivants : « Si les procès-verbaux font foi jusqu'à preuve contraire, il importe que les circonstances de fait soient clairement exposées dans l'avis de contravention. En l'espèce, les circonstances de fait rapportées exclusivement a posteriori, dans un contexte médiatisé, fondées sur des photos vues dans la presse, ne permettent pas d'établir avec exactitude les circonstances de l'infraction d'autant que dans un premier temps le contrôle a été motivé, ainsi que le rappelle le Ministère Public dans ses réquisitions, par le fait que les vitres du véhicule étaient recouvertes d'un film noir rendant impossible la vision de l'arrière du véhicule. Si aux termes de la première partie de l'article R 412-6 II "Tout conducteur doit se tenir constamment en état et en position d'exécuter commodément et sans délai toutes les manœuvres qui lui incombent" il s'agit là d'une prescription d'ordre général qui ne permet pas à elle seule de caractériser une infraction, la loi pénale étant d'interprétation stricte. La seconde partie de cet article énumère les circonstances susceptibles de gêner les possibilités de mouvement et le champ de vision à savoir le nombre ou la position des passagers, les objets transportés ou l'apposition d'objets non transparents sur les vitres. Il résulte du dossier pénal que le contrôle n'a pas permis de relever l'une de ces circonstances et que si les vitres arrière étaient surteintées, le véhicule était aux normes.
La loi pénale étant d'interprétation stricte, il y a lieu en conséquence de relaxer Mme M… »
Deux affaires similaires se produisent en 2010 à Maubeuge (Nord) et à Vaison-la-Romaine (Vaucluse).
Le tribunal de police de Montpellier a condamné en décembre 2017, deux femmes interceptées au volant par des policiers lors d'un contrôle routier le 24 juillet 2017 à Montpellier. Elles ont été verbalisées pour avoir refusé de découvrir leur visage entièrement voilé pour une identification. La plus âgée (28 ans), présente à l'audience a été condamnée à 150 € d'amende et à l'obligation de suivre un stage de citoyenneté. Son amie, âgée de 25 ans, a été condamnée par défaut aux mêmes peines.

### Loi du 11 octobre 2010 interdisant la dissimulation du visage dans l'espace public
Un projet de loi présenté par la ministre de la Justice Michèle Alliot-Marie est examiné en Conseil des ministres le 19 mai 2010. La loi est votée par l'Assemblée nationale le 13 juillet (335 voix contre une). La loi crée un nouveau délit qui entrera en vigueur sitôt la loi promulguée, selon lequel tout individu obligeant une femme à porter le voile intégral est passible d'une peine d'un an d'emprisonnement et de 30 000 euros d'amende, peines qui sont doublées si la victime est mineure. En outre, le texte condamne la « dissimulation du visage » dans l'espace public, sous peine d'une amende de 150 euros ou d'un stage de citoyenneté pour la personne concernée, peines qui peuvent se cumuler. Ces peines entrent en vigueur au printemps 2011, après six mois de « pédagogie ». De plus, si la personne dissimulant son visage refuse le contrôle de son identité, la loi interdit aux forces de l'ordre de la contraindre physiquement à se dévoiler, mais les autorise à la retenir sur place ou dans un local de police pour un maximum de quatre heures.
Courant juillet, le numéro deux d'Al-Qaïda Ayman al-Zawahiri appelle les musulmanes de France à résister à cette interdiction, « même s'il vous en coûte de votre argent, de votre éducation et de vos emplois. Vous êtes des mujahedat (combattantes de la guerre sainte) dans le plus important des champs de bataille ». En revanche, des personnalités religieuses d'Arabie saoudite ont indiqué dans la presse : « Il est préférable que la femme musulmane se dévoile le visage » si elle se trouve dans un pays interdisant le voile intégral. Elles ajoutent : « Nous ne devons pas affronter les gens dans leur propre pays ou d'autres pays, ou nous attirer des ennuis ».
Le mardi 14 septembre 2010, la loi interdisant le port du voile intégral dans l'espace public en France est définitivement adoptée, après l'approbation par le Sénat (246 voix contre une) du texte voté par l'Assemblée le 13 juillet.
La Loi n°2010-1192 du 11 octobre 2010 interdisant la dissimulation du visage dans l'espace public est publiée au Journal officiel.
L'article 1 : précise « Nul ne peut, dans l'espace public, porter une tenue destinée à dissimuler son visage ».
Le président du Conseil français du culte musulman a appelé « les musulmans de France à respecter la loi ».
À Meaux (Seine-et-Marne), en octobre 2010 un homme de 28 ans est condamné à 5 mois de prison avec sursis pour avoir notamment obligé sa femme à porter le voile intégral. À la suite du vote de la loi, des femmes, en région parisienne, sont verbalisées,. La Belgique est le second pays européen à prévoir une interdiction similaire depuis juillet 2011.
Lundi 11 juin 2012 à leur arrivée à l'aéroport de Roissy-Charles-de-Gaulle sur un vol de Qatar Airways en provenance de Doha (Qatar), 3 Saoudiennes sont refoulées après avoir refusé d'enlever leur voile intégral. Elles sont interdites d'entrée sur le territoire français pour avoir refusé de montrer leur visage aux policiers lors du contrôle aux frontières. Le 25 juillet 2012, le contrôle d'une femme voilée à Marseille dégénère, 3 policiers sont blessés,. En août 2012, à Marseille, des manifestants portant des cagoules pour protester contre le procès du groupe russe les Pussy Riot sont emmenés au poste de police du fait de la loi interdisant de se dissimuler le visage. Ils encourent une amende de 150 euros ou un stage de citoyenneté ou les deux. Un homme arrache, le 12 septembre 2012, le niqab d'une femme qui se promenait à la fête foraine de Nantes. Il doit répondre de violences volontaires en raison de l'appartenance religieuse devant le tribunal correctionnel. Devant les policiers, il explique son geste par sa volonté de « faire respecter la loi ».
Le tribunal correctionnel de Lille prononce une peine de six mois de prison avec sursis et 1 000 € d'amende à une femme voilée pour avoir refusé un contrôle d'identité. Lundi 3 juin 2013, une grenobloise âgée de 18 ans est verbalisée après s'être présentée à la préfecture de l'Isère vêtue d'un voile intégral afin de demander un logement. Ayant croisé physiquement le préfet, elle a refusé de retirer son voile.
La circulaire d'application de la loi dispose que l'interdiction ne vaut pas « si la tenue est justifiée pour des raisons de santé ». Certaines musulmanes contournent donc la loi, en portant un masque de protection respiratoire, en complément d'un simple voile islamique. Une dizaine d'entre elles circulent ainsi affublées, à Trappes (Yvelines) et à Nemours (Seine-et-Marne), fin 2013. Lors d'un contrôle d'identité, une jeune femme « masquée » présente à la police un certificat médical invoquant une insuffisance respiratoire.

#### Statistiques
Depuis que la loi est votée, il y a eu 700 contrôles en application de ce texte : 200 correspondent à des individus qui portent des masques et 500 à des femmes voilées. Ces chiffres ont évolué. Bien moins de 500 femmes cependant car certaines, comme une Niçoise contrôlée 29 fois ou Hajar, dont le contrôle est à l’origine des émeutes de Trappes, sont multirécidivistes.705 contrôles depuis le vote de la loi, pour 661 procès-verbaux 423 concernaient des femmes entièrement voilées. 30 % dans la (très) grande couronne parisienne . La plupart des contrevenantes sont des femmes entre 20 et 29 ans , 25 d'entre elles étaient mineures. 329 sont nées en France, 68 viennent du Maghreb, six du Moyen-Orient, cinq de Turquie et six de la communauté sub-saharienne.
Il n'y a pas d'effet dissuasif car les amendes seraient presque toujours payées par l’homme d’affaires Rachid Nekkaz avec son association « Touche pas à ma Constitution » qui affirme avoir réglé 657 amendes, pour 661 verbalisations, depuis juillet 2010 pour 117 000 euros « entre les amendes et les frais d’avocat ».

#### Liens entre le port prohibé du voile intégral en France et la propagande des Frères musulmans
Pour la journaliste libanaise Nahida Nakad, auteur de Derrière le voile, les femmes qui choisissent de porter le voile intégral privilégient les recommandations religieuses aux lois de la société. « Cette prédominance de la religion sur la citoyenneté est le résultat du travail des Frères musulmans. Ce sont eux qui expliquent que tout musulman appartient d'abord à la Oumma, la nation musulmane. À travers le Conseil du culte musulman, leur place a été institutionnalisée en France ».

### Affaire de la crèche Baby-Loup (2010-2014)
En 1991, à Chanteloup-les-Vignes, dans les Yvelines, la crèche Baby Loup ouvre ses portes. Fatima Afif y est employée à partir de 1992 en qualité d'éducatrice de jeunes enfants exerçant les fonctions de directrice adjointe. Fatima Afif porte alors le foulard. Elle bénéficie en mai 2003 d’un congé maternité suivi d’un congé parental jusqu’au 8 décembre 2008. Au cours de cette période de congé, Fatima Afif est informée par la directrice de la crèche, qu'en vertu d'un nouveau règlement intérieur adopté le 15 juillet 2003, elle ne pourra plus revenir travailler avec le foulard qu'elle a l'habitude de porter. À son retour de congé, le 9 décembre 2008, Fatima Afif se présente dans les locaux de l'association vêtue d'un « voile islamique intégral », selon les termes utilisés par son employeur. Elle est alors invitée à « se changer ». Ayant décliné l'invitation, Fatima Afif est convoquée à un entretien préalable à son licenciement et est immédiatement mise à pied à titre conservatoire. Malgré le prononcé de cette mise à pied, Fatima Afif se présente à plusieurs reprises dans les locaux de l'association. Son employeur prétend que Fatima Afif fait alors preuve d'agressivité à l'égard de la directrice de la crèche notamment. Le 19 décembre 2008, Fatima Afif se voit notifier son licenciement pour faute grave. Son employeur lui reproche son insubordination et la violation de ses obligations résultant du règlement intérieur de l'association qui impose les principes de laïcité et de neutralité à son personnel.
Fatima Afif saisit la Haute Autorité de lutte contre les discriminations et pour l'égalité (Halde). La dernière décision de Louis Schweitzer, en mars 2010, sera de lui donner raison au motif qu’on ne saurait, dans un espace privé, prévoir une interdiction générale et absolue à la liberté religieuse. Jeannette Bougrab qui succède à Louis Schweitzer à la tête de la HALDE critique la décision de son prédécesseur : « d'une façon générale la Halde a fait prévaloir la liberté religieuse à la laïcité, ce n'est pas ma conception ». La présidente de la Halde promet une nouvelle délibération. Élisabeth Badinter, marraine de la crèche Baby Loup, se dit chagrinée et inquiète de la délibération de la Halde qui tourne le dos à la conception commune de la laïcité et ouvre un boulevard à toutes les revendications qui se servent de la religion. Maître Richard Malka pense que la Halde s'est discréditée en se comportant comme le fossoyeur de la laïcité et le cheval de Troie du communautarisme. Elle tord le coup à la jurisprudence.
Le conseil des prud'hommes de Mantes-la-Jolie (Yvelines) est saisi. Le 8 novembre 2010, Jeannette Bougrab, toujours présidente de la Halde intervient aux prud'hommes et soutient la crèche dans sa décision, contredisant le précédent avis juridique de l'Autorité dont elle est la présidente. Le 13 décembre 2010, le conseil des prud'hommes de Mantes-la-Jolie (Yvelines) déboute la salariée et donne raison à la directrice de la crèche estimant que Fatima Afif, la salariée licenciée, a fait preuve « d'insubordination caractérisée et répétée ».
Le 25 octobre 2011, Françoise Laborde, sénatrice, et plusieurs de ses collègues déposent au Sénat une proposition de loi visant à étendre l'obligation de neutralité aux structures privées responsables de la petite enfance et à assurer le respect du principe de laïcité.
Le 27 octobre 2011, la décision du Conseil de prud'hommes de Mantes-la-Jolie est confirmée par la Cour d'appel de Versailles. La salariée forme alors un pourvoi en cassation.
le 16 janvier 2013, le député Roger-Gérard Schwartzenberg, président du groupe Radical, républicain, démocrate et progressiste à l'Assemblée nationale, et plusieurs de ses collègues ont déposé une proposition de loi visant à étendre l’obligation de neutralité à certaines personnes ou structures privées accueillant des mineurs et à assurer le respect du principe de laïcité. Ce texte s'étend aux : « conditions d’accueil de la petite enfance en dehors du domicile parental, dans les différentes structures collectives (crèches, haltes-garderies, jardins d’enfants) et à domicile (crèches familiales, assistant(e)s maternel(le)s) ».
Le 19 mars 2013, la Cour de cassation casse et annule l'arrêt de la Cour d'appel de Versailles et renvoie les parties devant la cour d'appel de Paris. La Cour de cassation estime en effet que « le principe de laïcité instauré par l'article 1er de la Constitution n'est pas applicable aux salariés des employeurs de droit privé qui ne gèrent pas un service public [. Ce principe] ne peut dès lors être invoqué pour priver [les salariés] de la protection que leur assurent les dispositions du code du travail. » La clause du règlement intérieur imposant le respect du principe de laïcité et de neutralité n'étant, selon la cour, ni justifiée, ni proportionnée, l'employeur ne pouvait pas s'en prévaloir pour licencier sa salariée. La Cour de cassation conclut en considérant que le licenciement de la salariée est « discriminatoire » et donc « nul ».
Le 26 mars 2013, le ministre de l'Intérieur, Manuel Valls dénonce à la tribune de l'Assemblée nationale ce qu'il considère comme une atteinte à la laïcité et demande une loi pour contrer la jurisprudence Baby Loup. Le 26 mars 2013 toujours, plusieurs membres de l'UMP se prononcent également en faveur de l'adoption d'une loi. Éric Ciotti, élu UMP des Alpes-Maritimes écrit que « l'émergence de la visibilité religieuse au sein des entreprises peut parfois conduire à entraver le bon fonctionnement de l'entreprise et susciter de nombreuses tensions entre salariés » ; il propose d'inclure dans le Code du travail la possibilité pour un chef d'entreprise de « réglementer l'expression d'opinion, y compris religieuse, au sein de l'entreprise ». François Fillon constate : « Selon nos lois, le principe de laïcité s'applique principalement aux institutions publiques » mais « depuis quelques années, on assiste à la montée en puissance de revendications relatives à l'expression religieuse dans les entreprises. Chacun le sait, chacun se tait ». Pour lui, « la récente décision de la Cour de cassation concernant la crèche Baby Loup ne peut rester sans réponse » […] « À droite comme à gauche, des voix s'élèvent pour combler ce vide législatif et juridique qui ne peut qu'affaiblir l'esprit de tolérance et de modération qui est au cœur de la laïcité et du vivre ensemble ».
Le 8 avril 2013, l'Observatoire de la laïcité (dont la création est prévue depuis longtemps) est mis en place par le président de la République François Hollande et le Premier ministre Jean-Marc Ayrault. À l'occasion de son discours, le président demande à l'observatoire de « faire des propositions » sur « la définition et l’encadrement de la laïcité dans les structures privées qui assurent une mission d’accueil des enfants » et « d'apaiser le pays » sur ces questions,.
Le 24 avril 2013, une nouvelle proposition de loi « relative au respect de la neutralité religieuse dans les entreprises et les associations » est déposée par des députés UMP à l'Assemblée Nationale. La proposition vise à introduire dans le code du travail un texte ainsi rédigé: « Sont légitimes, dès lors qu’elles sont justifiées par la neutralité requise dans le cadre des relations avec le public ou par le bon fonctionnement de l’entreprise et proportionnées au but recherché, des restrictions visant à réglementer le port de signes et les pratiques manifestant une appartenance religieuse. ».
Le 25 mai 2013, le ministre de l'Intérieur Manuel Valls remet la médaille du Mérite à Mme Natalia Baleato, la fondatrice et directrice de la crèche Baby Loup, et réaffirme son soutien à l'association. Il déclare à cette occasion: « Chère Madame, la Justice vous déboute, mais moi Ministre je vous récompense et vous félicite… ».
Le 6 juin 2013, la proposition de loi « relative au respect de la neutralité religieuse dans les entreprises et les associations » est rejetée par l'Assemblée nationale.
Selon un sondage BVA pour iTélé-CQFD du 19 octobre 2013, 87 % des personnes interrogées sont en accord avec la position de la crèche Baby-Loup.
Le 27 novembre 2013, malgré l'arrêt de la Cour de cassation, la Cour d'appel de Paris confirme le licenciement de la salariée. Maître Michel Henri, son avocat, subséquemment à cet arrêt effectue un pourvoi en cassation.
Le 25 juin 2014, l'Assemblée plénière de la Cour de cassation rejette le pourvoi formé par la salariée. La Cour estime que « la cour d'appel a pu déduire [de l'énoncé des dispositions du règlement intérieur de la crèche], appréciant de manière concrète les conditions de fonctionnement d'une association de dimension réduite, employant seulement dix-huit salariés, qui étaient ou pouvaient être en relation directe avec les enfants et leurs parents, que la restriction à la liberté de manifester sa religion édictée par le règlement intérieur ne présentait pas un caractère général, mais était suffisamment précise, justifiée par la nature des tâches accomplies par les salariés de l'association et proportionnée au but recherché ». La Cour de cassation considère donc que la Cour d'appel « a pu retenir que le licenciement pour faute grave de [la salariée] était justifié par son refus d'accéder aux demandes licites de son employeur de s'abstenir de porter son voile et par [s]es insubordinations répétées et caractérisées ».
Faisant suite à quatre jugements relatifs à la même affaire, l'arrêt de l'Assemblée plénière de la Cour de cassation du 25 juin 2014 signe la fin du parcours judiciaire de l'affaire Baby Loup devant les juridictions françaises, en rejetant la demande de la salariée. Puisqu'il ne demeure aucune voie de recours en droit interne, le licenciement de la salariée est considéré comme régulier.

### Mise en place effective de l'Observatoire de la laïcité (2013)
Le président de la République Jacques Chirac avait annoncé en décembre 2003, dans son discours sur la laïcité, la création d'un Observatoire de la laïcité rattaché au Premier ministre. Sa composition devait être la plus large possible et ouverte aux autorités religieuses.
« La loi de 2004 a mis fin à un certain nombre d'atteintes à la laïcité. Mais il est important qu'un organisme rappelle les règles de la laïcité dans l'intérêt des croyants, des athées comme des agnostiques et relève tout ce qui pourrait remettre en question la loi de 1905 », estime Henri Peña-Ruiz, ancien membre de la Commission sur la laïcité présidée par Bernard Stasi.
« Cet Observatoire doit faire le recensement des atteintes à la laïcité comme le fait la HALDE pour les discriminations », selon Bernard Teper, président de l'Union des familles laïques et défenseur de la première heure de la loi du 15 mars 2004 sur l'interdiction des signes religieux à l'école.
L'Observatoire est formellement créé par décret par Jacques Chirac en mars 2007. Il « n'a […] pas de pouvoir d'initiative ni de décision, mais plutôt un rôle d'information et de conseil ». L'Observatoire doit être composé de 22 membres, dont sept hauts fonctionnaires, deux députés et deux sénateurs, ainsi que « dix personnalités désignées en raison de leurs compétences et de leur expérience ». Les membres doivent être nommés pour une durée de quatre ans. Sous les présidences de Jacques Chirac et Nicolas Sarkozy, les membres n'ont jamais été nommés, et, par conséquent, l'Observatoire n'a pas commencé ses travaux.
L'Observatoire de la laïcité est effectivement mis en place par décret du 3 avril 2013 dans le contexte de l'affaire de la crèche Baby Loup. Jean-Louis Bianco, sous l'autorité de Jean-Marc Ayrault, prend la direction de cet organisme le 5 avril 2013,. Nicolas Cadène en est nommé le 5 avril, par arrêté du Premier ministre, rapporteur général.
Lors du discours qu'il prononce à l'occasion de l'installation de l'observatoire de la laïcité, François Hollande confie à cette dernière la mission de formuler des propositions. En effet, selon le président de la République, « les lignes de séparation entre secteur public et secteur privé ont évolué. Il y a donc une nécessité de clarification. En 1905 la laïcité était simplement la séparation de l’État et des cultes. Aujourd’hui, elle est une frontière entre ce qui relève de l’intime, qui doit être protégé, et ce qui appartient à la sphère publique qui doit être préservé. Et comme toute frontière, il n’est pas toujours aisé de la tracer. Je prendrai un exemple. L’arrêt rendu par la Cour de cassation sur la crèche Baby Loup, a soulevé la question de la définition et de l’encadrement de la laïcité dans les structures privées qui assurent une mission d’accueil des enfants. Je demande donc à l’observatoire d’émettre rapidement, en lien avec le Défenseur des droits et en tenant compte des consultations que le Premier ministre aura faites avec l’ensemble des groupes parlementaires, des propositions sur ce point »,.
Le 25 juin 2013, le président de l'Observatoire de la laïcité Jean-Louis Bianco et le rapporteur général Nicolas Cadène remettent au Gouvernement leur premier rapport d'étape. Il en ressort que les « atteintes à la laïcité ont peut-être été surestimées », qu'il est nécessaire de « diffuser des guides » expliquant ce qui est permis ou non en la matière, et qu'il ne faut pas faire de la laïcité « un mot-valise pour des problèmes qui relèvent d'abord de l'intégration ou de politiques économiques et sociales ». Le traitement médiatique du sujet est également évoqué : il ne doit pas être « passionné »,.
Le 15 octobre 2013, l'Observatoire de la laïcité rend son avis sur la définition et l'encadrement du fait religieux dans les structures privées qui assurent une mission d'accueil des enfants. Il en ressort que le droit positif suffit à régler ce type de problématiques mais qu'il est « profondément méconnu », que « la problématique posée dans le cas d’espèce recouvre des champs divers et complexes », la nécessité de « dicter une circulaire interministérielle explicitant la jurisprudence de la Cour de cassation et rappelant clairement, à destination de tous les acteurs concernés, ce que le droit positif permet et ne permet pas selon la catégorie juridique à laquelle appartient le gestionnaire », le besoin d'élaborer des « guides » pratiques aidant les acteurs de terrain (ce que l'Observatoire de la laïcité fera dès début 2014), et la nécessité « d’encourager » l’offre publique d’accueil de la petite-enfance.

### «Refondation de la politique d'intégration»sous le gouvernement Ayrault (2013-2014)
Si du côté de la droite, la position est claire sur la nécessité d'envisager la laïcité de manière extensive, au sein de la gauche deux camps s'opposent.
Conscient de ces clivages mais soucieux de répondre à ce qu'il sait être un sujet de préoccupation important de l'opinion, l'exécutif commande un rapport sur l'intégration à un conseiller d'État, Thierry Tuot, intitulé « La grande nation, pour une société inclusive », daté du 1er février 2013. Plus tard, en février, le Premier ministre annonce le projet de Refondation de la politique d’intégration, lancé début juillet avec la première réunion des experts qualifiés à qui ont été confiés les groupes de travail de la refondation basée sur le rapport Tuot. Les propositions des cinq groupes de travail ont été publiées le 13 novembre 2013. Ces propositions seront débattues par plusieurs ministres à partir du début de l'année 2014.

#### Polémique autour du relevé de conclusions des groupes de travail
Le 13 novembre 2013, dans le cadre du projet de Refondation de la politique d'intégration, le relevé de conclusions des groupes de travail est publié sur le site de Matignon. Ce rapport, en cinq volets, critique l'application actuelle de la laïcité et propose d'aller vers une laïcité de compromis. Le 13 décembre, Le Figaro en fait sa une, et relève la volonté de réintroduire le port du voile à l'école. L'article du Figaro déclenche une polémique. Simultanément, Jean-Louis Bianco, président de l'Observatoire de la laïcité, y voit une manipulation,, Jean-François Copé, président de l'UMP y dénonce une façon d'ériger le communautarisme comme un nouveau modèle pour la France : « ce ne serait plus aux immigrés d’adopter la culture française, mais à la France d’abandonner sa culture, ses valeurs, sa langue, son histoire et son identité pour s’adapter aux cultures des autres. » Jean-Marc Ayrault réplique, accusant Jean-François Copé d'être un « irresponsable et [un] menteur » : « Il va jusqu'à dire que nous voudrions réintroduire les signes religieux à l'école, le voile à l'école. Mais de quoi parle-t-il ? Est-ce qu'on a dit ça une fois ? A-t-on cette intention ? Évidemment pas ».
Le président de la République François Hollande, sentant la polémique enfler, recadre immédiatement le Premier ministre, et, comme son ministre de l'Intérieur Manuel Valls, affirme que ce rapport ne reflète pas la position du gouvernement,.
La publication du rapport provoque de vives réactions. Le rapport serait, selon certaines critiques, porteur d'une idéologie "différencialiste", critiquant ce qu'il considère comme l’échec de l'intégration, de l'universalisme, de la laïcité. Le rapport appelle à davantage d'acceptation et d'intègration des valeurs des nouveaux arrivants, à l'instar de ce que pratiquent les États-Unis. Parmi les critiques, il est ainsi reproché aux rédacteurs du rapport de méconnaître l'histoire de France, d'où découlent les valeurs de la république, qui conditionne au contraire l'intégration des nouveaux arrivants à l'acceptation des valeurs françaises, et que la situation ne serait d'ailleurs pas si éloignée aux États-Unis où la nationalité est donnée aux nouveaux arrivants sous réserve de leur acceptation explicite des valeurs américaines en prêtant le serment d'allégeance, ce que le président Obama a encore rappelé fin 2013.
Le rapport n'est défendu que par la blogosphère musulmane, ainsi que par certains écologistes comme Esther Benbassa. Il est ailleurs largement critiqué : du PS, où Jean-Christophe Cambadélis estime qu'il s'agit d'une « grosse grosse erreur », à l'UMP, où François Fillon pense qu'avec ces propositions, « on abattrait l'école républicaine ». Marine Le Pen dit que ce rapport « est une déclaration de guerre à tout ce qui fait la France. » L’écrivain et essayiste Alain Finkielkraut dénonce l’idéal multiculturel prôné par le rapport. Jeannette Bougrab qualifie la proposition sur le voile d'irresponsable.
La presse analyse cette séquence comme une bourde dans la communication gouvernementale qui ne profite qu'au Front national,,.
Le rapport est évoqué dans la presse canadienne car il y fait écho dans des débats similaires. Dans la province francophone du Québec, une proposition gouvernementale s'inspirant de la laïcité à la française (notamment concernant l'école), la charte des valeurs, est en discussion. Ce projet est abandonné en juin 2015 par le nouveau gouvernement québécois, opposé à toute interdiction du port de signes religieux (sauf pour le niqab en certaines circonstances).

### Polémiques autour du port du voile à l'Université (depuis 2013)
L'extension de la Loi sur l'école à l’université fut discutée en 2003 au sein de la commission Stasi qui la préparait. Henri Peña-Ruiz y fut placé en minorité sur ce point, comme il l’a révélé lors de sa conférence L’école laïque, l’école de la liberté organisée par la MAIF à Lille, le 30 novembre 2006. Le gouvernement d’alors et son ministre de l’Éducation nationale, François Fillon, n’inclurent pas l’université dans le champ d’application de la loi. Voici ce que la commission Stasi dit dans son rapport concernant la laïcité à l'Université : « La situation de l’université, bien que faisant partie intégrante du service public de l’éducation, est tout à fait différente de celle de l’école. Y étudient des personnes majeures. L’université doit être ouverte sur le monde. Il n’est donc pas question d’empêcher que les étudiants puissent y exprimer leurs convictions religieuses, politiques ou philosophiques. En revanche, ces manifestations ne doivent pas conduire à transgresser les règles d’organisation de l’institution universitaire. Il n'est pas admissible que des enseignants soient récusés en fonction de leur sexe ou de leur religion supposée, ou que des enseignements soient entravés par principe. La commission estime souhaitable que les établissements d'enseignement supérieur prennent un règlement intérieur en ce sens. »
L’observation des pratiques dans les bâtiments des universités publiques montre une augmentation du « port de signes ou tenues par lesquels les étudiants manifestent ostensiblement une appartenance religieuse. » Ainsi l'Université Montpellier-I s'est vue adresser un « rappel à la loi » par la HALDE car un professeur n'acceptait pas que deux de ses élèves portent le voile en cours durant l'année 2007/2008,. À l'École nationale d'ingénieurs de Metz en 2009, le directeur a tenté d'interdire sans fondement juridique le port du voile dans son établissement avant de devoir y renoncer.
En juillet-août 2013, la question du port du voile à l'université suscite une polémique à la suite d'un document de travail de la mission laïcité du Haut Conseil à l'intégration (HCI) remis à l'Observatoire de la laïcité, en, qui préconise notamment l'adoption d'une loi interdisant « dans les salles de cours, lieux et situations d'enseignement et de recherche des établissements publics d'enseignement supérieur, les signes et tenues manifestant ostensiblement une appartenance religieuse ». Sur la base de certaines auditions de professeurs et de présidents d'universités, le rapport affirme voir une « montée de revendications identitaires et communautaristes », notamment par le rejet de la mixité et de certains enseignements comme la théorie de l'évolution, ou encore par le prosélytisme religieux. Le ministre de l'intérieur, Manuel Valls, indique que des propositions du HCI sont « dignes d'intérêt ». La ministre de l'enseignement supérieur Geneviève Fioraso pense que l'idée d'une interdiction du voile à l'université n'est « pas un sujet ». Julien Dray et Jean-Louis Bianco sont du même avis. Le politologue Dominique Reynié estime que Manuel Valls a commis une erreur car il a « perdu d'avance » rappelant le droit de se vêtir notamment en portant un foulard est une liberté constitutionnelle au même titre que la liberté d'expression. Toujours selon le même politologue, Manuel Valls aurait cherché en adoptant cette position, de tenter d'attraper une vague supposée de l'opinion opposée au foulard, car dans un sondage publié par Le Figaro le même jour, 78 % des Français se déclarent opposés au port du voile ou du foulard islamique dans les salles de cours des universités alors que 4 % seulement y sont favorables.
Le document de travail du Haut Conseil à l'Intégration est très critiqué pour diverses raisons. L'historien et sociologue Jean Baubérot reproche au HCI de se référer de façon tronquée et quand ça lui chante à la commission Stasi, de pratiquer beaucoup d'amalgame, d'ignorer qu'interdire le port du voile à l'université constituerait une discrimination, et qu'une loi serait donc difficile à mettre en place, de faire beaucoup d'erreurs de donner des contre-vérités, et de concevoir la laïcité comme une « religion civile ».
Le président de la Conférence des présidents d'université (CPU) Jean-Loup Salzmann considère que ce document serait « largement fondé sur une enquête de la [CPU] de 2004 » mal interprétée : « La CPU a rédigé en 2004 un guide de bonnes pratiques tout à fait raisonnables sur la laïcité. Ce guide ne prône en aucun cas l'interdiction des signes religieux, même ostensibles. Ce serait contraire à la tradition universitaire faite de dialogue et non d'interdiction ».
D'autres personnalités critiquent aussi durement le document du HCI : « Ce n'est pas une enquête scientifique, de terrain. Lors de ces auditions, on interroge souvent des gens qui pensent préalablement qu'il y a un problème. C'est comme ça que fonctionnent ces organisations, type HCI. Le HCI est en train de dévier vers l'idéologie plus que la recherche » dit Raphaël Liogier.
Les présidents d'université sont opposés à l'interdiction du voile à l'université. Le président de la CPU interrogé par Le Monde, ne cache pas son agacement : « Lors de notre audition, en mars dernier, nous avons fait part de notre opposition à une nouvelle loi et l’avons d’ailleurs écrit, ensuite, à deux reprises. Nous sommes attachés à la laïcité mais le dialogue, conforme à la tradition de liberté et de pluralisme de l’université, me parait plus utile. Par ailleurs, nos campus accueillent beaucoup d'étudiants étrangers ».
Le président François Hollande, dans une interview au Monde en août 2013 estime qu'une loi n'est pas nécessaire : « aujourd'hui, dans les universités, il est possible d'intervenir sans qu'il soit besoin de texte supplémentaire ».
Le port du voile reste donc autorisé dans l'enseignement supérieur public (universités dans toutes leurs composantes comme les facultés, les instituts y compris IUT, IUFM, et certaines écoles). Le port du voile dans l'enseignement supérieur en France n'est plus menacé et le droit actuel permet aux établissements du supérieur de résoudre les situations potentiellement problématiques (par rapport à la sécurité, l'hygiène, ou la prévention des fraudes). C'est l'une des raisons qui fait considérées à François Hollande et aux président d'Université qu'une loi serait inutile, puisque les universités peuvent réglementer le port du foulard sans porter atteinte aux principes de libertés dans des situations le justifiant. La Commission nationale consultative des droits de l'homme (CNCDH) juge les textes actuels suffisants.
En 2014, lors de la rentrée, plusieurs incidents relatifs au port du voile sont médiatisés comme à la Sorbonne ou une étudiante est pris à partie par sa professeure, et à Sciences Po Aix-en-Provence. Dans ces affaires des enseignants s'en sont pris à des étudiantes pour le seul fait d'être voilées alors que port du voile à l'université n'est pas interdit. Les personnes voilées réprimandées considèrent ces incidents comme de l'islamophobie ou une discrimination. Des adversaires du voile disent simplement vouloir les alerter sur le fait que ce vêtement pourrait les pénaliser dans leur carrière professionnelle. D'autres plus véhéments considèrent que, bien que non interdit, ce signe serait une provocation à leur vision de la laïcité et des valeurs de la France comme dans le cas du professeur de l'IEP d'Aix en Provence[réf. souhaitée]. Une polémique aussi éclate à l'IUT de Saint Denis. Le directeur déclare avoir mis fin aux entraves au principe de laïcité (salle de prière clandestine, gestion clanique, etc.). Il dit ensuite avoir été l'objet de quinze lettres de menaces de mort et d'une agression physique. Il dénonce les faibles soutiens qu'il a reçus au niveau de l'État et du monde universitaire. Il avait notamment interdit une vente illégale de sandwichs hallal dans l’enceinte de l’institut.
Après le choc causé par les attentats de janvier 2015, la polémique sur le port du voile dans l'enseignement supérieur est relancée. Ainsi, Le député UMP Éric Ciotti dépose une proposition de loi début 2015 reprenant les recommandations du défunt Haut Conseil à l'intégration et propose l'ajout d'un alinéa à l'article L.141-5-1 du code de l'éducation (créé par la loi sur les signes religieux dans les écoles publiques françaises de 2004), ainsi rédigé : « Cette disposition s’applique dans les salles de cours, lieux et situations d'enseignement et de recherche des établissements publics d'enseignement supérieur ». Dans une interview au Figaro, la secrétaire d'État aux Droits des femmes, Pascale Boistard, indique n'être « pas sûre que le voile fasse partie de l'enseignement supérieur », mais elle rapidement contredite par ses collègues secrétaire d’État à la Réforme de l'État Thierry Mandon et la ministre de la Décentralisation et de la Fonction publique Marylise Lebranchu. Le premier ministre Manuel Valls clôt la polémique assurant alors que « L'interdiction du voile à l'université n'est "absolument pas d'actualité". »
Le 15 décembre 2015, l'Observatoire de la laïcité adopte un avis sur « la laïcité et la gestion du fait religieux dans l'enseignement supérieur public », sujet sur lequel il s'est auto-saisi. Après de nombreuses auditions et l'envoi d’un questionnaire à l'ensemble des universités et établissements publics d'enseignement supérieur, l'Observatoire émet 23 recommandations. Il rappelle notamment que le personnel de l'enseignement supérieur public est soumis aux mêmes règles applicables à tous les fonctionnaires et, plus largement, à tous les salariés exerçant une mission de service public. En conséquence, ces personnels ne peuvent pas manifester, par le port de signes ou de tenues, leurs convictions religieuses. Cette obligation ne concerne pas les intervenants extérieurs invités pour des conférences au sein de l’établissement. Pour les étudiants, la situation est autre : les étudiants sont considérés comme des usagers du service public de l'enseignement supérieur. Le principe de laïcité garantit la liberté de conscience des citoyens et n'impose pas une obligation de neutralité aux usagers des services publics. Les étudiants peuvent donc porter des signes et des tenues manifestant leur appartenance religieuse comme ils peuvent afficher leurs opinions politiques. Leur comportement ne doit cependant pas être prosélyte ou perturber le fonctionnement de l'établissement. Reprenant la position de la Commission Stasi dans son rapport de 2003 (les étudiants sont « des personnes majeures. L’université doit être ouverte sur le monde. Il n'est donc pas question d'empêcher que les étudiants puissent y exprimer leurs convictions religieuses, politiques ou philosophiques »), l’Observatoire considère qu’il n'est « ni utile ni opportun de légiférer sur le port de signes religieux par les étudiants à l’intérieur des établissements d’enseignement supérieur publics ». Néanmoins, il invite les établissements à se doter d’une charte d’établissement précisant les droits et obligations de chacun et à instaurer un référent laïcité. Pour le cas particulier des élèves des écoles supérieures du professorat et de l’éducation (ESPE), l'Observatoire rappelle que les étudiants qui ont réussi le concours sont des fonctionnaires stagiaires et sont soumis à ce titre à une obligation de neutralité.
En 2016, le Premier ministre Manuel Valls se déclare en faveur de l'interdiction du voile à l'université, mais il se voit désavoué par le président de la République François Hollande. Dans la foulée d'arrêtés municipaux interdisant le burkini à l'été 2016 et auxquels il apporte son soutien, Nicolas Sarkozy, en campagne pour la Primaire de la droite et du centre de 2016, indique qu'il prépare « un projet concernant l'interdiction du voile » dans l'espace public ; il est cependant contredit au sein de son équipe de campagne. Le vainqueur de la primaire François Fillon propose d'autoriser les conseils d'administration à délibérer sur le sujet dans leur règlement intérieur : « D'abord parce que les universités sont des lieux de liberté depuis le Moyen Age : la police n'a pas le droit d'intervenir dans les campus universitaires. Si on décidait d'une loi sur le port du voile à l'université, qui la ferait appliquer ? ». Le Front national défend quant à lui l'interdiction de l'ensemble des « signes religieux ostensibles dans l'espace public ».
Le 15 avril 2019, le Conseil national de l'enseignement supérieur et de la recherche (CNESER) annule la sanction prononcée par l’université de Bourgogne à l'encontre d'une étudiante en droit, de confession musulmane, qui avait refusé de dégager en permanence ses oreilles durant toute la durée d’une épreuve en juin 2016, lors des rattrapages des partiels de première année de droit. La commission disciplinaire de l’université avait prononcé le 17 octobre 2016 une exclusion d’un an avec sursis, la nullité de l’épreuve, et l’affichage de cette décision anonymisée. Estimant que le contrôle ponctuel suffisait à dissiper le doute de triche par des écouteurs dissimulés sous le voile, le CNESER estime le candidat avait composé de manière régulière.

## Violences liées au port du voile

### Agressions de femmes voilées
Alors que les incidents sur la voie publique signalés étaient rares jusqu'alors, ils semblent se multiplier mi-2013. Simultanément des évènements identiques se déroulent dans d'autres pays européens.
En 2013, plusieurs agressions de femmes voilées sont relayées par les médias. Le 20 mai 2013, une adolescente de 17 ans, est agressée à Argenteuil, puis une autre le 10 juin à Reims. Le 13 juin, à Argenteuil, deux femmes voilées disent s'être faites agresser par des skinheads. Les enquêteurs relèvent cependant des incohérences dans leurs récits,. Des manifestations sont organisées dans un climat tendu,,. Le 22 juin, une femme est agressée près d'Orléans,. L'agresseur est condamné à deux mois de prison. Le 14 juillet, à Trappes, deux hommes alcoolisés s'en prennent avec des couteaux à une femme « parce qu'elle était voilée ». Les deux agresseurs, jugés trois jours plus tard en comparution immédiate, sont condamnés à deux mois d'emprisonnement ferme. Le 12 août, un adolescente de 16 ans voilée porte plainte pour agression à Trappes. Les analyses médicales ont confirmé qu'elle avait subi des violences. Par la suite la jeune fille, 16 ans, s'est grièvement blessée fin août en tombant du quatrième étage de son domicile.

### Affaire Rabia Bentot
L'agression de Rabia Bentot est particulièrement médiatisée car celle-ci a porté plainte contre Caroline Fourest qui a émis des doutes sur la véracité de l'agression. Le 20 mai 2013, Rabia Bentot, lycéenne voilée de 17 ans aurait été agressée rue du Nord à Argenteuil par deux skinheads. L'affaire suscite une vive émotion dans la communauté musulmane qui juge que l'affaire n'est pas assez reprise par les médias,. Rabia est reçue par le cabinet du ministre de l'Intérieur de l'époque Manuel Valls, puis par Manuel Valls en personne. Par la suite, des doutes s'installent car la version de Rabia et celle de la police divergent. Le procureur déclare que Rabia n'a pas parlé de skinheads et qu'« il n’y a pas eu de propos islamophobes, de propos en lien avec sa religion au vu de son profil vestimentaire »,.
Le 25 juin 2013, Caroline Fourest dans sa chronique de France Culture revient sur les différentes agressions d'Argenteuil. Elle déclare notamment que la police doute de la version de Rabia et qu'elle pencherait plus un règlement de comptes familial reprochant à Rabia son comportement jugé trop libéré,. Rabia Bentot porte plainte pour diffamation. Le 23 octobre 2014, Caroline Fourest est condamnée par la 17e chambre du tribunal de grande instance de Paris pour avoir diffamé la jeune fille. Caroline Fourest fait appel, et en août 2016, la cour d'appel rend sa décision : constatant que les diligences de Rabia Bentot après la signification d'appel sont « largement postérieures au délai de trois mois dont dispose l'article 65 de la loi 29 juillet 1881 », et donc qu'est acquise la prescription de l'action de la plaignante, cette dernière est déboutée de ses demandes et condamnée à verser 4 000 € à Caroline Fourest, au titre de l'article 700 du code de procédure civile français. Cette affaire avait été entre-temps médiatisée lors de l'affrontement entre le chroniqueur Aymeric Caron et Caroline Fourest dans l'émission On n'est pas couché du 2 mai 2015.

### Incidents lors d'interpellations de femmes portant un«voile intégral»
En juillet 2012, à Marseille, Louise-Marie Suisse, entièrement voilée sur la voie publique, affirme aux policiers qu'elle ne respectait pas les lois de la République, ni leur autorité. L'intervention provoque une émeute au cours de laquelle une fonctionnaire de la BAC est mordue par Louise-Marie Suisse. Cette dernière est condamnée en appel à six mois de prison dont deux ferme.
Le 11 juin 2013, violents affrontements à Argenteuil après l’arrestation d’une femme en niqab,.
Le 14 juin, à Marseille, l'interpellation d'une femme conduisant en niqab dégénère,.

### Émeute urbaine de Trappes en 2013

#### Faits
Le 19 juillet 2013 à Trappes, le mari d'une femme, Hajar, antillaise de 20 ans récemment convertie, contrôlée avec un voile intégral, aurait tenté d'étrangler un policier. Le mari donne une tout autre version. La tension monte, certains font le lien avec l'agression de la semaine précédente,. Dans la nuit suivante, plus de 200 personnes entament une nuit d'émeute face aux CRS, appelés en renfort, avant de se disperser vers 3 heures du matin à la suite de prières spécifiques au ramadan, ; les dégâts sur le mobilier urbain sont importants. Le samedi, les heurts continuent à Trappes et s'étendent notamment à Élancourt, Maurepas et Guyancourt,. La situation se calme progressivement les nuits suivantes. Le tribunal de Versailles relaxe le lundi suivant deux jeunes mis en cause dans des violences contre des policiers et condamne un troisième à 6 mois de prison. Le même jour dans la soirée, le même tribunal juge deux autres jeunes soupçonnés de jets de pierres et de tir au mortier sur des policiers dans la nuit de samedi à dimanche. Une peine de 10 mois de prison ferme avec mandat de dépôt ainsi qu'une condamnation à 6 mois avec sursis sont jugées. Une troisième personne mineure interpellée doit être présentée à un juge des enfants.
La présidente du tribunal, Françoise Dufour, décide de renvoyer au 19 septembre et 21 novembre 2013 le procès d'autres prévenus.
Blessé durant les émeutes, un adolescent de 14 ans a perdu un œil et porte plainte contre la police. Dominique Baudis, défenseur des droits, s’autosaisit du cas. Les 3 policiers ayant procédé à un contrôle d'identité qui a dégénéré à Trappes se sont constitués « partie civile » contre la personne s'y étant opposée. Cette dernière est également soupçonnée d'avoir également porté un coup à la pommette d'un policier. Cette commotion ainsi qu'une trace de strangulation au niveau du cou ont été établies par un certificat médical. Le procureur de la République de Versailles, Vincent Lesclous, requiert le jour de l'audience, le vendredi 20 septembre 2013, une amende de 1 000 euros et trois mois de prison avec sursis. La décision est mise en délibéré au 8 novembre 2013. Le jugement rendu le 8 novembre 2013 est celui requis par le procureur de la République : une amende de 1 000 euros et 3 mois de prison avec sursis pour s'être violemment opposé au contrôle d'identité de sa femme totalement voilée.
L'avocat de la femme entièrement voilée, Me Philippe Bataille, le mercredi 11 décembre 2013 à Versailles a demandé l'examen d'une Question prioritaire de constitutionnalité contre la loi portant interdiction du voile intégral dans l'espace public. Le Conseil constitutionnel avait déclaré cette loi conforme à la Constitution avant sa promulgation, en octobre 2010. La femme voilée, poursuivie pour outrages, absente à l'audience, est condamnée le mercredi 8 janvier 2014 à un mois de prison avec sursis et 150 euros d'amende par le tribunal correctionnel de Versailles. Sa demande de question prioritaire de constitutionnalité est également jugée irrecevable.

#### Commentaires
Manuel Valls, ministre de l'Intérieur, juge les violences « inacceptables »,, de même que le Premier ministre Jean-Marc Ayrault, qui condamne des violences « inacceptables » au nom du gouvernement. Manuel Valls est sur une ligne de fermeté ; Le Figaro suggère que la gauche « renâcle à se mobiliser » à ses côtés, ce que Valls lui-même dément. Noël Mamère rappelle qu'il a été un des rares députés à toujours être favorable au port du voile dans les écoles et à celui du voile intégral dans l'espace public, au nom de la non-stigmatisation des mulsulmans. La droite fustige le « laxisme », ; Ayrault répond en appelant à une opposition « responsable », tandis que Valls, accusant la droite d'avoir longtemps « dissimulé » les chiffres de la délinquance, appelle à « éviter tous les amalgames ».
Les médias internationaux parlent de Burqa Riot : les émeutes pour le voile intégral,. Pour Claire de Galembert (chargée de recherche au CNRS, enseignante à l'ENS Cachan), il faut prendre acte de ce que le communautarisme est devenu une réalité et que, dans certains quartiers, l'islam est devenu un vecteur de communication et de dialogue pour construire un vivre-ensemble.
Le sociologue Hugues Lagrange estime que l'affaire des émeutes de Trappes « témoigne de notre incapacité à construire un espace public véritablement pluriel et une laïcité ouverte. […] En nous focalisant sur la neutralité de l'espace public nous avons une visée uniformisante et non pas universelle. » Selon Lagrange, « l'expression publique de la religiosité est un aspect central de l'existence de l'identité religieuse, et de ce fait les manifestations ostensibles de la religiosité ont une portée plus significative. Si l'on prétend combattre les dérives possibles vers l'islam politique on n'a pas intérêt à empêcher les expressions ordinaires de la religiosité en islam. »
Jacques de Maillard, professeur de science politique, considère que cette affaire du voile révèle les failles du pacte républicain.
Une cinquantaine de députés UMP souhaitent créer une commission d'enquête parlementaire « sur les dérives communautaristes » rencontrées en juillet à Trappes.

#### Actions policières
« Dans la majorité des cas, tout se passe bien mais quand ce n'est pas le cas, ça vire au pugilat ou à la mini-émeute », dit Nicolas Comte, secrétaire général adjoint du syndicat Unité SGP Force ouvrière. Le nombre des infractions devrait être plus important, mais Nicolas Comte admet « que toute intervention de police est potentiellement génératrice d'émeute ou d'agression de policiers. Quand un fonctionnaire ne se sent pas en sécurité, il ne réalise pas le contrôle. » Les radicaux le savent et essaient de multiplier les émeutes pour supprimer les contrôles.
Il semblerait qu'il y ait eu, depuis deux ou trois mois, une recrudescence d'incidents de ce type, liés à un changement de stratégie de la police qui contrôlerait plus, ferait moins de pédagogie, et verbaliserait davantage.

## Violences liées à la contrainte de porter le voile
Selon l'Art. 225-4-10 de la loi n° 2010-1192 du 11 octobre 2010, un individu qui force une personne à dissimuler son visage « par menace, violence, contrainte, abus d'autorité ou abus de pouvoir » est passible d'un an d'emprisonnement et de 30 000 euros d'amende. La peine peut être doublée si la personne est mineure,.
La presse relate des affaires dans lesquelles dese maris violents obligent leur épouse à porter le voile Ainsi, en 2010, un homme est condamné à cinq mois d'emprisonnement avec sursis pour avoir contraint son épouse au port du voile intégral. Cette dernière, âgée de 25 ans, avait déposé plainte contre son mari pour « violences volontaires aggravées ».
De nombreux élus dénoncent les « pressions » exercées sur les femmes pour porter le voile. Selon Aude Lorriaux de Slate, ces faits seraient néanmoins « très minoritaires » Dans une étude de l’Institut Montaigne, 6 % des femmes qui portent le voile déclarent le porter « par contrainte » de leurs proches, sans qu'il soit précisé avec certitude ce que l'expression recouvre entre pressions verbales et coercition physique.

## Droit européen

### Union européenne
L'article II-10 de la Charte européenne des droits fondamentaux est ainsi formulé :

« Article II-10 : Liberté de pensée, de conscience et de religion.

Toute personne a droit à la liberté de pensée, de conscience et de religion. Ce droit implique la liberté de changer de religion ou de conviction, ainsi que la liberté de manifester sa religion ou sa conviction individuellement ou collectivement, en public ou en privé, par le culte, l'enseignement, les pratiques et l'accomplissement des rites.

Le droit à l'objection de conscience est reconnu selon les lois nationales qui en régissent l'exercice. »

La directive 2000/78/CE du Conseil du 27 novembre 2000 portant création d'un cadre général en faveur de l'égalité de traitement en matière d'emploi et de travail protège tous les travailleurs (subordonnés et indépendants, de droit public et de droit privé) contre les discriminations fondées sur les convictions religieuses.
Face à l'imprécision des textes européens et aux risques communautaristes que la transposition de directives européennes engendrent, au regard de leur contrariété d'avec la Constitution, le 17 novembre 2008 les sénateurs ont adopté une résolution.

### Conseil de l'Europe

#### Article 9 de la convention européenne des droits de l'homme
L'article 9 de la Convention européenne des droits de l'homme est ainsi formulé :

« Art. 9 : Liberté de pensée, de conscience et de religion

1. Toute personne a droit à la liberté de pensée, de conscience et de religion ; ce droit implique la liberté de changer de religion ou de conviction, ainsi que la liberté de manifester sa religion ou sa conviction individuellement ou collectivement, en public ou en privé, par le culte, l’enseignement, les pratiques et l’accomplissement des rites.

2. La liberté de manifester sa religion ou ses convictions ne peut faire l’objet d’autres restrictions que celles qui, prévues par la loi, constituent des mesures nécessaires, dans une société démocratique, à la sécurité publique, à la protection de l’ordre, de la santé ou de la morale publiques, ou à la protection des droits et libertés d’autrui. »

Dans un arrêt (no 98-14386) du 24 octobre 2000 (publié au Bulletin 2000 I no 262 p. 170), la Cour de cassation relève que : « Ne méconnaît pas la liberté de religion consacrée par l'article 9 de la Convention européenne de sauvegarde des droits de l'homme et des libertés fondamentales, la cour d'appel qui, pour suspendre le droit de visite d'un père à l'égard de ses deux filles, retient les pressions morales et psychologiques que ce père faisait peser sur ses filles encore très jeunes, notamment en exigeant le port du voile islamique. »
Dans l’affaire Leyla Şahin contre Turquie (CEDH, 10 novembre 2005, Requête no 44774/98 ; § 73 à 123 de l’arrêt), la Cour européenne des droits de l'homme déclare que la prohibition de certains codes vestimentaires (à savoir le port du voile islamique par une étudiante à l’université) prévue par la loi interne lato sensu d’un pays – jurisprudence, principe constitutionnel – afin de protéger l'égalité entre les hommes et les femmes, ne viole pas l’article précité.
Dans l'arrêt Dogru contre France du 4 décembre 2008, la CEDH conclut à l'unanimité à l'absence de violation de l'article 9 de la Convention européenne des droits de l’homme et de sauvegarde des libertés fondamentales dans une affaire relative à l'exclusion en 1999 de collégiennes de Flers dans l'Orne qui avaient refusé d'enlever leur foulard islamique pendant les cours d'éducation physique. La Cour relève « qu’en France, comme en Turquie ou en Suisse, la laïcité est un principe constitutionnel, fondateur de la République, auquel l’ensemble de la population adhère et dont la défense paraît primordiale, en particulier à l’école. La Cour réitère qu’une attitude ne respectant pas ce principe ne sera pas nécessairement acceptée comme faisant partie de la liberté de manifester sa religion, et ne bénéficiera pas de la protection qu’assure l’article 9 de la Convention » (§ 72 de l'arrêt).

#### Avis et résolutions adoptés par des organes du Conseil de l'Europe
Dans un avis daté du 14 avril 2008, la Commission sur l’égalité des chances pour les femmes et les hommes de l'Assemblée parlementaire du Conseil de l'Europe, indique que « les femmes [sont les] premières victimes de l’intégrisme culturel et religieux. […] Les extrémistes ont gagné un terrain important dans les communautés musulmanes européennes : les femmes et les filles peuvent être – ou se sentir – forcées à adopter certains modes de vie qui ne sont prescrits par aucune loi. Les restrictions ou le sentiment de contrainte qui leur sont imposés – par leurs proches (influencés par l’extrémisme) ou la pression du groupe – concernent le port du voile ».
Dans sa résolution 1743 (2010) point 14, le Conseil de l'Europe relève : « Rappelant sa Résolution 1464 (2005) sur les femmes et la religion en Europe, l’Assemblée invite l’ensemble des communautés musulmanes à abandonner toute interprétation traditionnelle de l’islam qui nie l’égalité entre hommes et femmes, et restreint les droits des femmes, à la fois au sein de la famille et dans la vie publique. Cette interprétation n’est pas compatible avec la dignité humaine et les normes démocratiques ; les femmes sont égales en tout aux hommes et doivent être traitées en conséquence, sans exception. La discrimination envers les femmes, qu’elle soit fondée sur des traditions religieuses ou non, est contraire aux articles 8, 9 et 14 de la Convention, à l’article 5 de son Protocole nº 7, ainsi qu’à son Protocole nº 12. Aucun relativisme religieux ou culturel ne saurait être invoqué pour justifier des violations de la personne humaine. »
La délégation française à l'Assemblée parlementaire du Conseil de l'Europe de la session ordinaire 2012 a adopté la résolution 1887 (point 7.1.5) afin « de protéger la liberté, pour les femmes musulmanes, de choisir leur tenue vestimentaire, dans le respect des lois de l'État où elles résident, en n'imposant de restrictions que lorsqu'elles sont nécessaires dans une société démocratique pour préserver la dignité des femmes, pour garantir l'égalité entre les femmes et les hommes, pour des raisons de sécurité, ou lorsqu'elles sont requises pour l'exercice d'une fonction ou pour une formation professionnelle, et en veillant à ce que ceux qui obligent des femmes à porter une certaine tenue soient sanctionnés de manière dissuasive, efficace et proportionnée ».

### Cour de justice de l'Union européenne
Le 31 mai 2016, dans une affaire opposant une salariée licenciée après avoir manifesté sa volonté de porter un voile sur son lieu de travail, l'avocate générale de la Cour de justice de l'Union européenne, saisie par la justice belge au titre de la question préjudicielle, se prononce en faveur de l'interdiction du voile selon les motifs suivants : « L’interdiction faite à une travailleuse de religion musulmane de porter un foulard islamique au travail ne constitue pas une discrimination directe fondée sur la religion au sens de l’article 2, paragraphe 2, sous a), de la directive 2000/78/CE, si cette interdiction s’appuie sur un règlement général de l’entreprise interdisant les signes politiques, philosophiques et religieux visibles sur le lieu de travail et ne repose pas sur des stéréotypes ou des préjugés relatifs à une ou plusieurs religions déterminées ou aux convictions religieuses en général. Une telle discrimination peut être justifiée pour mettre en œuvre dans l’entreprise concernée une politique de neutralité en matière de religion et de convictions fixée par l’employeur, pour autant que le principe de proportionnalité soit respecté »,.

### Collectif contre l'islamophobie en France
Le Collectif contre l'islamophobie en France (CCIF) est une association particulièrement active dans le « militantisme musulman », dissoute en 2020,.
Le Canard enchaîné affirme, dans un article publié le 17 août 2016, que « le CCIF s'est spécialisé dans la rédaction de «rapports» instruisant le procès de la laïcité ».

### Association«Touche pas à ma Constitution»
Cette association, fondée en 2010 par l'homme politique Franco algérien Rachid Nekkaz, milite contre la loi interdisant le port du voile intégral.

## Port du voile dans les services publics
Les principes de laïcité et de neutralité du service public s'appliquent aux seuls agents (fonctionnaires ou contractuels, de droit privé ou de droit public) travaillant pour un service public. Le code des relations entre le public et l'administration prévoit en effet dans son article 100-2 qu'« elle est tenue à l'obligation de neutralité et au respect du principe de laïcité ». Les usagers des services publics ne sont donc pas en principe concernés, et peuvent librement porter le voile. Cette règle connaît toutefois une exception notable dans les écoles, collèges et lycées publics.
La Charte de la laïcité remise par le Haut Conseil à l'intégration le 29 janvier 2006 et destinée aux services publics, où elle sera affichée, rappelle à tous les agents qu'ils ont « un devoir strict de neutralité » et énonce « qu'il appartient aux responsables des services publics de faire respecter l’application du principe de laïcité dans l’enceinte de ces services. » Quant aux usagers, ils ont le droit d'exprimer leurs convictions religieuses « dans les limites du respect de la neutralité du service public ».
Dominique Baudis, défenseur des droits, déplore le manque de clarté des solutions juridiques. Il indique que dans les 6 premiers mois de 2013, il a été « saisi d’une centaine de demandes sur la question du port de signes religieux auxquelles je ne peux répondre faute de solutions juridiques incontestables et qui traduisent un réel malaise. […] Confrontés au sujet, les Français sont tout simplement perdus. Aujourd’hui, lorsque des parents m’interpellent pour savoir s’ils sont en droit d’exiger dans une cantine un repas spécifique en raison de leur croyance, je n’ai aucun problème. Je leur réponds que non, car la loi est claire. En revanche, une femme a-t-elle le droit de porter le voile pour passer un concours de la fonction publique ? Le juré d’une cour d’assises est-il autorisé à garder sa kippa pendant les audiences ? La liste est longue. »

### Cérémonies d'accueil dans la citoyenneté française
Nicolas Sarkozy a donné instruction aux préfets de ne pas fonder le refus de participation à une cérémonie d'accueil dans la citoyenneté française sur le motif du port du voile, ou de tout autre signe religieux qui ne suffit pas à caractériser un défaut d'assimilation à la communauté française. Toutefois, cette position n'entame en rien la double obligation de s'assurer de l'identité des participants et de veiller au respect du bon ordre lors du déroulement de la cérémonie. Cela signifie qu'il peut être demandé à la personne voilée de retirer momentanément son voile, le temps du contrôle de l'identité, et que le préfet peut prendre des mesures appropriées en cas de menaces de troubles à l'ordre public.
Le Haut Conseil à l'intégration avait émis un avis différent en janvier 2007 lors de la présentation du projet de la Charte de la laïcité dans les services publics au Premier ministre :

« Le HCI préconise, par respect pour nos institutions républicaines et en dépit de certaines pratiques contraires aujourd’hui tolérées, d’inviter les récipiendaires à renoncer en ces circonstances à toute forme de prosélytisme. »

### Hôpitaux
La circulaire du 1er février 1944 rappelle que « le personnel doit respecter rigoureusement la liberté de conscience des malades ». Le règlement intérieur des établissements hospitaliers recommande, dans une circulaire du 4 janvier 1974, le respect « dans la mesure du possible, des exigences alimentaires liées à la pratique de certaines religions ». Mais depuis quelques années les exigences des patients en matière de religion se sont durcies.
Devant la montée des revendications, le gouvernement a rappelé, par la circulaire DHOS/G/2005 du 2 février 2005 du ministre de la Santé relative à la laïcité dans les établissements de santé : « à cet égard il convient de veiller à ce que l'expression des convictions religieuses ne porte pas atteinte à la qualité des soins et aux règles d'hygiène (le malade doit accepter la tenue vestimentaire imposée compte tenu des soins qui lui sont donnés). » La commission des lois de l’Assemblée nationale rappelle en 2009 : « La France a en effet une conception propre de la laïcité, qui doit être pleinement protégée par le principe de subsidiarité, car relevant du pacte républicain. […] Dans le domaine de la santé, ces garanties permettront de ne pas affecter la mise en œuvre du même principe de laïcité, notamment dans le cadre des soins réalisés dans les hôpitaux ».
Le 19 décembre 2011, un homme de 24 ans s'est opposé avec force à ce que l'équipe médicale chargée de faire accoucher sa femme lui enlève son voile. Il a également dégradé du matériel médical. Il a été condamné à six mois de prison ferme le mercredi 21 décembre 2011 par le tribunal correctionnel de Marseille. Cette affaire judiciaire s'ajoute aux autres cas cités dans cet article.

### Public assistant aux débats parlementaires
Le 12 novembre 2009, une lycéenne vêtue d'un voile islamique est venue assister aux débats parlementaires à l'Assemblée nationale.
Le 19 novembre 2009, le président du palais Bourbon, Bernard Accoyer, justifie l'acceptation de ce voile en envoyant une lettre aux députés. Il cite l’article 6 de l'instruction générale du bureau de l'Assemblée nationale qui indique que le citoyen « doit se tenir découvert ». M. Accoyer ajoute que « cette prescription, vieille de plus d'un siècle », « ne saurait être opposée au port du foulard », elle vaut uniquement pour le « couvre-chef » des hommes. « Les libertés de religion et d'opinion font partie des droits fondamentaux des citoyens », écrit-il avant de préciser que le port de signes religieux est interdit par la loi « dans les seules écoles, collèges et lycées publics, ce qui signifie bien, a contrario, qu'il est autorisé dans les autres lieux publics ». Le président du palais Bourbon a indiqué qu'il ferait « le point sur cette mesure ancienne »[réf. nécessaire].
La députée UMP Françoise Hostalier dénonce cette interprétation. « Alors qu'on tient un débat sur l'identité et les valeurs de la République, si on n'est pas exemplaire à l'Assemblée sur ces thèmes-là, où peut-on l'être ? » La députée souhaite ainsi qu'il soit écrit dans le règlement de l'Assemblée que le public « se tient assis, découvert et en silence » dans les tribunes. Le patron des députés UMP, Jean-François Copé, a réaffirmé que le public admis en séance devait être « découvert ». Le député de l'Ain Michel Voisin rappelle qu'en février 2000, un aumônier militaire et une religieuse qui l'accompagnait avaient dû retirer l'un sa croix, l'autre son voile.

### Journée défense et citoyenneté
« Le port d'une coiffe de quelque nature que ce soit est interdit à l'intérieur des locaux. »

— Article 7 alinéa 4 du règlement intérieur de la Journée défense et citoyenneté.
Le tribunal administratif de Paris, le 7 octobre 2014 (Madame Diara Bousso MAR contre ministre de la défense) a considéré que le port du foulard pouvait être un motif d’exclusion de la JDC, car les participants « sont soumis au principe de laïcité et neutralité du service public auquel ils participent durant cette journée ».
Une habitante de Nantes s'est présentée voilée à la caserne Richemont, le 23 novembre 2015 pour assister à la Journée Défense et Citoyenneté à laquelle elle était convoquée. Bien que les responsables lui aient rappelé les textes applicables du Code du service national et la note du ministère de la Défense (voir supra) ne lui permettant pas de pénétrer dans l'enceinte militaire dans cette tenue, celle-ci a pris place dans un bâtiment,,. Refusant de quitter définitivement le site et de suivre le personnel du ministère de la Défense, elle s'est rebellée, aurait mordu un militaire qui tentait de la maîtriser tout en proférant des insultes. La police nationale alertée l'a finalement évacuée avant de la placer en garde à vue où elle a souhaité l'explosion d'une bombe à Nantes. Elle a été jugée et condamnée en avril 2016 par le tribunal correctionnel de Nantes à 4 mois de prison avec sursis et de 105 heures de travaux d'intérêt général,

### Service national universel
Pour le ministre de l'Éducation nationale et son secrétaire d'État, le cadre juridique suivi « est dans le continuum avec le temps scolaire », le Service national universel est « une étape de la formation du citoyen ». En particulier, le cadre de référence juridique est celui de l’accueil collectif de mineurs. La neutralité religieuse doit s'appliquer.

### Mariages
Tout intéressé, dont au premier chef l'officier d'état civil, mais aussi les témoins et le public, doit, au moment de la célébration du mariage, être en mesure de s'assurer par lui-même de l'identité des époux pour pouvoir, le cas échéant, former opposition au mariage. Le port d'une pièce vestimentaire dissimulant le visage d'un des futurs époux, qu'elle ait une vocation religieuse, traditionnelle ou décorative, ne permet pas à l'officier d'état civil de contrôler la réalité du consentement des époux, faisant notamment courir le risque d'une substitution de personne. En conséquence, la circonstance que la future épouse soit voilée lors de l'échange des consentements, de telle sorte qu'elle ne soit pas identifiable et que son visage ne puisse être vu, n'est pas compatible avec les règles du Code civil.

### Pièces d'identité
Le décret du 26 février 2001 exige pour la délivrance d’un passeport, une photographie d’identité sans voile. Avant cette date, la Cour administrative d’appel de Nancy a prononcé l’annulation d’une décision préfectorale ayant entre autres refusé la délivrance d’un passeport à une jeune femme de confession musulmane, relevant qu’à l’époque des faits aucune disposition législative ou réglementaire ni aucun principe ne permettait légalement à l’administration de subordonner la délivrance d'un passeport à la fourniture par son demandeur d'une photographie d'identité le représentant tête nue.
Selon les termes de l'arrêté du 8 février 1999 relatif aux conditions d'établissement, de délivrance et de validité du permis de conduire, la photographie figurant sur le permis doit répondre la norme ISO/CEI 19794-s 2005 : « 5 - La tête doit être nue, les couvre-chefs sont interdits ». Le format de la photographie indiqué au paragraphe précédent l'est aussi pour les titres de séjours pour les étrangers. La photographie doit être en couleur, de face, « tête nue », récente et parfaitement ressemblante.

### Justice

#### Jurée de Cours d'assises
Le 7 mai 2015, lors de l'ouverture d'un procès devant la cour d'assises de Perpignan (Pyrénées-Orientales), une jurée refuse de retirer son voile lors de la prestation de serment. Le président décide alors de l'exclure après lui avoir demandé par trois fois de se dévoiler. En effet, l'article 304 du code de procédure pénale prévoit que les juré(e)s doivent se tenir « debout et découverts ». Elle est condamnée à une amende de 1 000 euros par le président, suivant en cela les réquisitions de l'avocat général,. Des faits similaires se sont produits le 16 septembre 2021 à Aix-en-Provence (Bouches-du-Rhône) où une jurée de Cour d'assises refuse de retirer son voile au moment de sa prestation de serment. Remplacée, elle n'aurait pas reçu d'amende.

#### Avocate
Dès 2015, le bâtonnier du barreau de Paris rappelle que « le port de la robe est évidemment exclusif de celui de tout signe religieux distinctif ». Des tentatives pour autoriser le voile dans les centres de formation sont menées. Lara Fatimi, avocate au barreau de Paris, accompagnée d'une trentaine d'avocats s'opposent à la possibilité du port du voile dans leur profession. Ils demandent au Conseil national des barreaux, au titre de sa compétence d'élaboration du règlement intérieur national, d’interdire le port du voile par une avocate et d’y ajouter l’obligation déontologique de neutralité religieuse. Cela permettrait de ne pas laisser au seul président du tribunal le pouvoir de police de l’audience, prévu par les articles 438 et 439 du code de procédure civile,, ou bien en matière pénale prévu par les articles 309, 321, 322, 401, 404, 405 , 675 à 678 du code de procédure pénale.

#### Magistrat
L'article 25 de la loi n° 83-634 du 13 juillet 1983 portant droits et obligations des fonctionnaires modifiée par la loi n°2016-433 du 20 avril 2016 relative à la déontologie et aux droits et obligations des fonctionnaires énonce : « Dans l'exercice de ses fonctions, il est tenu à l'obligation de neutralité. Le fonctionnaire exerce ses fonctions dans le respect du principe de laïcité. A ce titre, il s'abstient notamment de manifester, dans l'exercice de ses fonctions, ses opinions religieuses »,.

#### Experts qualifiés
Ils sont assermentés et soumis à une stricte obligation d’impartialité.

### Enseignement public

#### Écoles, collèges et lycées publics: interdiction du port du voile
En réponse aux recommandations de la commission Stasi, la loi sur les signes religieux dans les écoles publiques françaises du 15 mars 2004 crée l'article L.141-5-1 du code de l'éducation qui dispose que « dans les écoles, les collèges et les lycées publics, le port de signes ou tenues par lesquels les élèves manifestent ostensiblement une appartenance religieuse est interdit. Le règlement intérieur rappelle que la mise en œuvre d'une procédure disciplinaire est précédée d'un dialogue avec l'élève. »

#### Classes préparatoires et BTS dans les lycées publics
Certains étudiants de l'enseignement supérieur sont soumis à la loi sur les signes religieux dans les écoles publiques françaises du 15 mars 2004. En effet, les étudiants des classes préparatoires et de BTS dont les cours se déroulent en lycée public sont concernés par la loi comme le précise la circulaire d'application de la loi du 15 mars 2004.

#### Organismes de formation intervenant en milieu scolaire public
Des organismes de formation pour adultes, tel le Greta et l'Afuna pratiquent leur enseignement en milieu scolaire. La jurisprudence semble considérer que la loi interdisant le voile à l'école ne s'applique pas.Cela entraîne donc la présence d'étudiantes voilées au sein d'établissement du secondaire, ce qui ne manque pas d'entrainer des conflits, aussi, pour respecter le principe de laïcité, le Greta a paradoxalement parfois décidé de transférer ces cours dans des églises.

#### Universités: liberté de porter le voile
Dans l'enseignement supérieur français, l’article 50 de la loi Savary du 26 janvier 1984 reconnait aux étudiants la liberté d'exprimer leurs convictions à l’intérieur des universités, tant qu'ils ne portent pas atteinte aux activités d'enseignement et de recherche et qu'ils ne troublent pas l'ordre public. Le CCIF édite un texte résumant la jurisprudence dans les universités.
Ce principe a été confirmé par le Conseil d’État dans un arrêt du 26 juillet 1996. Dans cette affaire, le doyen de la faculté des sciences juridiques, politiques et sociales de l'Université Lille-II avait pris des arrêtés interdisant l'accès des bâtiments aux jeunes femmes revêtues d'un « foulard islamique ». Le doyen a justifié cette décision en invoquant la nécessité de maintenir l'ordre public à la suite de menaces que les autorités de l'université avaient reçues par la voie d'un tract anonyme tendant à faire interdire le port du « foulard islamique » dans les locaux de l'université[réf. souhaitée]. Le Conseil d'État rappelle tout d'abord qu'en vertu de l'article 10 de la Déclaration des droits de l'homme et du citoyen : « Nul ne doit être inquiété pour ses opinions, même religieuses, pourvu que leur manifestation ne trouble pas l'ordre public établi par la Loi » et qu'en vertu de l'article premier de la constitution de la V République « La France est une République indivisible, laïque, démocratique et sociale. Elle assure l'égalité devant la loi de tous les citoyens sans distinction d'origine, de race ou de religion. Elle respecte toutes les croyances. Son organisation est décentralisée. La loi favorise l'égal accès des femmes et des hommes aux mandats électoraux et fonctions électives, ainsi qu'aux responsabilités professionnelles et sociales ». Le Conseil d'État cite ensuite la loi Savary et énonce que si les étudiants bénéficient de la liberté d'exprimer leurs convictions à l'intérieur de l'Université, « cette liberté ne saurait permettre aux étudiants d'accomplir les actes qui, par leur caractère ostentatoire, constitueraient des actes de pression, de provocation, de prosélytisme ou de propagande, perturberaient le déroulement des activités d'enseignement de recherche ou troubleraient le fonctionnement normal du service public. »[réf. souhaitée]
Le Conseil d'État estime cependant que les circonstances évoquées par l'Université Lille 2 (les menaces reçues par tract anonyme visant à interdire le port du voile) ne sauraient justifier que le doyen, dans le cadre de son pouvoir de police, porte atteinte aux principes sus-mentionnés, dans la mesure où « la menace invoquée à l'appui des décisions attaquées n'était pas en soi de nature à priver les autorités universitaires de la possibilité d'assurer le maintien de l'ordre dans l'établissement sans interdire l'accès des bâtiments aux jeunes femmes revêtues d'un "foulard islamique". […] Ainsi les arrêtés du doyen de la faculté des sciences juridiques, politiques et sociales interdisant l'accès des bâtiments aux jeunes femmes revêtues d'un « foulard islamique » sont dépourvus de base légale. » En somme, le port du voile dans les Universités est autorisé et même protégé au nom de la liberté d'exprimer ses convictions. Il ne saurait être interdit que pour des motifs d'ordre public (tels que la sécurité et le maintien de l'ordre), et seulement si cette interdiction est proportionnée au but recherché. Une proposition de loi visant à interdire le port de signe ou de tenues manifestant de manière ostensible une appartenance religieuse dans les établissements publics d’enseignement supérieur a été déposée à l'Assemblée Nationale en septembre 2017.
Les établissements d'enseignement supérieur peuvent ainsi exiger des étudiants, lors de certaines activités en TP (travaux personnels), en atelier ou en laboratoire, qu'ils abordent une tenue compatible avec les règles d'hygiène ou de sécurité. Certains UFR de sciences et certaines filières d'IUT peuvent être confrontés à ces problématiques de sécurité et imposer certaines règles dans certaines salles spécifiques. Ainsi, à titre d'exemple, le règlement intérieur d'un IUT, tout en reconnaissant le droit pour les étudiants de manifester leur attachement personnel à des convictions religieuses ou philosophiques, donc de porter le voile, précise à son article 32-2 que « Les tenues vestimentaires doivent être conformes aux règles de santé, d’hygiène et de sécurité et être adaptées aux activités suivies, et notamment aux activités de travaux pratiques en laboratoire. Dans ce dernier cas, ne peuvent être admis notamment les vêtements ou accessoires flottants ou facilement inflammables, ou susceptibles d’entraver le port des équipements de protection individuelle. ». Cet extrait règlementaire est pris à titre d'exemple, mais nous pouvons retrouver dans la plupart des règlements intérieurs d'université des clauses expliquant que les étudiants doivent porter des tenues vestimentaires adaptées aux activités d'enseignement, en particulier pour des raisons d'impératifs de sécurité.
Concernant le problème de la surveillance effective des examens universitaires, comme le relève le député UMP Jacques Myard dans une question posée le 21 juin 2005[réf. souhaitée], les universités peuvent procéder à des contrôles et demander aux étudiantes portant le foulard de bien vouloir se dévoiler le visage jusqu'aux oreilles, comme le prévoit par exemple le règlement des examens d'une faculté de médecine qui prévoit que « le port du voile n'est autorisé qu'après un contrôle et à la condition stricte que les oreilles soient entièrement découvertes durant la durée de l'épreuve ». Ce règlement n'est qu'un exemple des dispositions que les universités peuvent prendre en rapport à la surveillance des partiels pour prévenir la fraude.
Par ailleurs, les étudiants dans le domaine médical et paramédical, sont lors de leur stage, en tant que personnel du service public dans les centres hospitaliers universitaires (stages infirmiers, internat, etc.) soumis au devoir de neutralité religieuse comme l'ensemble des agents du service public. Il est à noter qu'il est admis que les étudiantes en médecine portant le voile, puissent durant leur stage à l'hôpital public porter une charlotte. Le port d'une charlotte pour les étudiantes musulmanes voilées en médecine n'est en général pas considéré comme un signe ostentatoire.
Le principe de neutralité s'applique aux personnels de l'université puisqu'il s'agit de travailleurs affectés au service public. Ainsi une doctorante âgée de 25 ans, titulaire d'une allocation de recherche et travaillant au sein d'un laboratoire du CNRS à l'université Toulouse-III-Paul-Sabatier, a ainsi été licenciée le 23 février 2009 sans préavis ni indemnité pour faute professionnelle. L'université lui avait demandé de cesser de porter un voile durant son travail, mais l'étudiante s'y était opposée. Dans une ordonnance de rejet, le tribunal administratif de Toulouse a jugé qu'« aucun des moyens invoqués [par l'étudiante] n'est de nature à faire naître un doute quant à la légitimité de la décision attaquée. »
Le port du voile islamique par la Présidente du syndicat étudiant UNEF Île-de-France, en 2018, suscite des commentaires au sein du gouvernement Philippe.

### Agents publics

#### Principe: interdiction du port du voile
Les fonctionnaires et agents non-titulaires de la fonction publique sont soumis à une obligation de neutralité et de laïcité.
Le Conseil d’État considère que « les principes de neutralité et de laïcité s’appliquent à l’ensemble des services publics et interdisent à tout agent, qu’il assure ou non des fonctions éducatives ou ayant un caractère pédagogique, d’exprimer ses croyances religieuses dans l’exercice de ses fonctions ».

#### Exemples

##### Assistantes maternelles
Le fait pour un agent public, quelles que soient ses fonctions, de manifester ses croyances religieuses dans l’exercice de sa profession, notamment par le port d’un signe marquant l’appartenance à une religion, constitue un manquement aux obligations professionnelles et donc une faute. C’est en application de cette jurisprudence que le tribunal administratif de Versailles a validé la sanction visant un agent public dans l’exercice de ses fonctions ayant fait du prosélytisme auprès d’autres agents placés sous son autorité. Ce fait constitue une circonstance aggravante pour le tribunal administratif. Dans une affaire soumise au tribunal administratif de Paris, bien que la requérante exerçait ses fonctions essentiellement à son domicile — soit dans un espace privé — et n’ait porté le « voile » qu’en présence du pédiatre de la crèche lors d’une visite médicale périodique des enfants, le Tribunal a jugé que la sanction du licenciement n’était pas entachée d’une erreur.

##### Hôpitaux
À l'hôpital public, le personnel est tenu de respecter le principe de laïcité. Il lui est notamment expressément interdit de manifester toute extériorisation vestimentaire de leur religion, donc de porter le voile. La circulaire du 2 février 2005 précitée pour le cas des patients relative à la laïcité dans les établissements de santé, reprenant une décision en date du 17 octobre 2002 du tribunal administratif de Paris, expose : « si les agents publics bénéficient, comme tous les citoyens, de la liberté de conscience et de religion (…), le principe de laïcité (…) et celui de la neutralité des services publics font obstacle à ce que ces agents disposent, dans l’exercice de leurs fonctions, du droit de manifester leurs croyances religieuses, notamment par une extériorisation vestimentaire ».
L'obligation de neutralité est imposée depuis plus d'un demi-siècle dans la jurisprudence en ce qui concerne le service public, les fonctionnaires et les agents publics : le tribunal administratif de Paris, le 17 octobre 2002, a estimé légale la décision d'un établissement hospitalier public qui n'a pas voulu renouveler le contrat d'une assistante sociale qui refuse d'enlever son voile. Contestant cette décision, elle saisit la Cour européenne des droits de l’homme (CEDH). Sa requête est rejetée le jeudi 26 novembre 2015. À l’unanimité, la Cour relève qu’« il ne lui appartient pas de se prononcer sur le modèle français » mais reconnaît que ces principes poursuivent « le but légitime qu’est la protection des droits et libertés d’autrui ». « Les autorités nationales n’ont pas outrepassé leur marge d’appréciation en constatant l’absence de conciliation possible entre les convictions religieuses de Mme Ebrahimian et l’obligation de s’abstenir de les manifester », précise-t-elle,,. D'après l'analyse de Fatima Achouri, consultante spécialiste des affaires de voile :

« Les juges ont considéré que “l’État qui emploie la requérante au sein d’un hôpital public peut juger nécessaire qu’elle ne fasse pas état de ses croyances religieuses dans l’exercice de ses fonctions pour garantir l’égalité de traitement des malades”. La CEDH a reconnu qu’il y avait eu une ingérence dans le droit de l’employée à manifester sa religion, mais que le but poursuivi par l’employeur, à savoir “la protection des droits et libertés d’autrui”, était légitime. Dans leur verdict, les magistrats ont fait primer les principes de laïcité et de neutralité sur celui de libre expression des croyances religieuses. »

Dans le milieu infirmier, l'existence d'un examen oral au concours d'entrée en Institut de formation en soins infirmiers (IFSI) est un frein officieux mais important aux pratiques ostentatoires religieuses. Le problème du voile s'est posé de manière ponctuelle sur le plan médical, se traduisant soit par un rejet, soit par le remplacement du voile par une « charlotte ».

##### Police
Une policière est suspendue de ses fonctions en novembre 2009 pour avoir porté le voile islamique simple (non intégral) dans un service de police. Le conseil de discipline de la préfecture de police a proposé, en mars 2010, une peine de deux ans d'interdiction de fonction, dont dix-huit mois avec sursis. La décision finale relève du préfet.

##### Élèves enseignants de l'éducation nationale
En application de la note juridique du ministère de l'Éducation nationale, en date du 22 janvier 2015, les élèves enseignants n’ont pas le droit de porter de signes religieux dès lors qu’ils deviennent des futurs professeurs.

### Élus

#### Conseillers municipaux
Les élus dans les conseils municipaux ne sont pas des agents de l'État et donc, légalement, il leur est permis de porter le voile. La cour de cassation déclare même que le maire peut être condamné s'il restreint la liberté d'un élu sur le seul motif de port de signe ostentatoire. Aussi quelques cas sont signalés. Cependant, certains évoquent le principe de laïcité et la sérénité des débats pour demander le retrait de ces voiles.
Des cas sont médiatisés en 2016 à Argenteuil : deux élues Aminata Badiane et Fatiha Basha. Il y avait eu d'autres cas précédemment à Montereau (Loiret), à Échirolles.
Le rapport d'information pour 2016-2017 fait au nom de la délégation aux droits des femmes du Sénat déposé le 25 juillet 2017 demande d'inscrire le principe de laïcité dans l'article L1111-1-1 du code général des collectivités territoriales afin d'inviter les élus à respecter le principe de neutralité en s'abstenant, dans le cadre de leur mandat, de porter des signes ou tenues susceptibles de constituer une manifestation d'appartenance religieuse.

#### Députés
L'article 9 du règlement de l'Assemblée nationale prévoit :

« La tenue vestimentaire adoptée par les députés dans l’hémicycle doit rester neutre et s’apparenter à une tenue de ville. Elle ne saurait être le prétexte à la manifestation de l’expression d’une quelconque opinion : est ainsi notamment prohibé le port de tout signe religieux ostensible […]. »

#### Sénateurs
L'article 20 bis du règlement du Sénat prévoit :

« les membres du Sénat s'obligent à observer une stricte neutralité religieuse dans l'enceinte du Sénat […]. »

### Salariés de droit privé affectés à un service public
Le 19 mars 2013, un arrêt de la Cour de cassation (rendu le même jour que le premier arrêt Baby-Loup) rejette le pourvoi formé par une femme travaillant dans une Caisse primaire d'assurance maladie de Seine St Denis, licenciée pour avoir porté le voile islamique en infraction avec le règlement intérieur de la caisse. Ce règlement interdisait en effet « le port de vêtements ou d’accessoires positionnant clairement un agent comme représentant un groupe, une ethnie, une religion, une obédience politique ou quelque croyance que ce soit » et notamment « le port d’un voile islamique, même sous forme de bonnet ». La Cour de Cassation considère « que les principes de neutralité et de laïcité du service public sont applicables à l’ensemble des services publics, y compris lorsque ceux-ci sont assurés par des organismes de droit privé et que, si les dispositions du code du travail ont vocation à s’appliquer aux agents des caisses primaires d’assurance maladie, ces derniers sont toutefois soumis à des contraintes spécifiques résultant du fait qu’ils participent à une mission de service public, lesquelles leur interdisent notamment de manifester leurs croyances religieuses par des signes extérieurs, en particulier vestimentaires ». Le licenciement de la salariée est donc considéré comme régulier.

## Faits divers
La question du port du voile fait régulièrement polémique, notamment lors d'une campagne électorale,.
Le port du burkini, ou son interdiction,,, suscitent également des controverses et entraînent des décisions de justice, de 2009,, à 2022.

## Pratique d'un sport
Le Ministère des Sports a établi un guide en mai 2019 intitulé "Laïcité et fait religieux dans le champ du sport « Mieux vivre ensemble »" afin de rappeler les règles applicables en la matière.
Les règlements varient selon les sports, le football et le basket prohibant le hijab sportif, alors que d'autres sports comme le handball l'acceptent ou le tolèrent. Ainsi la handballeuse Djénéba Tandjan a joué la saison 2022-2023 voilée, étant même la capitaine de l'équipe de Saint-Maur, tout comme une quinzaine de joueuses de la division. Pour son entraîneur, « sur un plan technique, ça ne change rien à la pratique du hand, grâce aux nouveaux matériaux. C’est réglementé, donc ce n’est pas dangereux ».

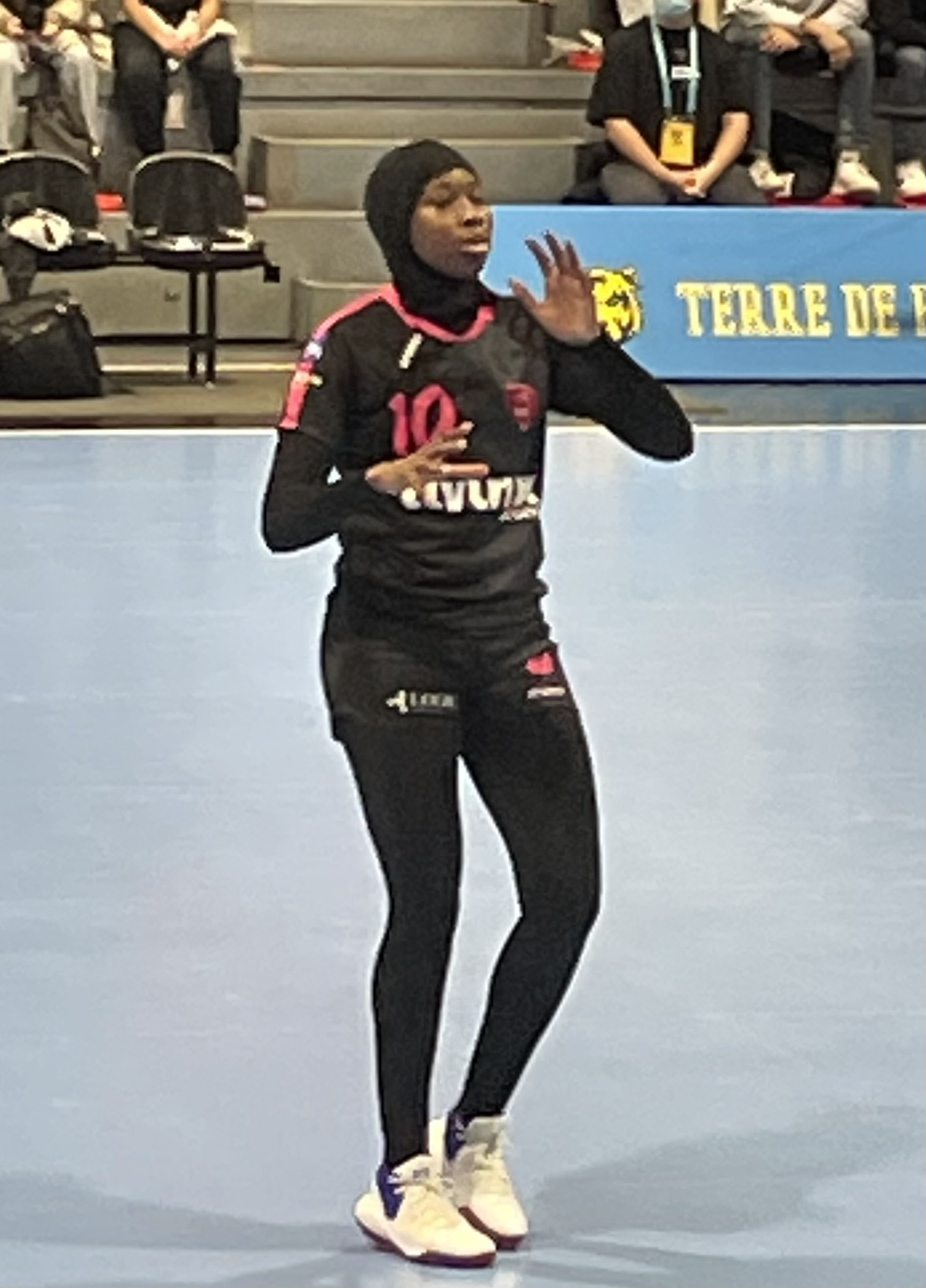
La joueuse de handball Fanta Diagouraga.

En février 2019, une polémique éclate après que le distributeur d'articles de sport Decathlon annonce vouloir commercialiser un « hidjab de running » de la marque Kalenji, adapté aux besoins de sa clientèle musulmane et qui était d'ailleurs déjà en vente dans ses magasins au Maroc. Devant l'ampleur de la controverse, Decathlon renonce à vendre ce produit en France. Toutefois, des modèles de hijab sont proposés depuis 2017 par Nike, suivi par la suite par d'autres marques concurrentes et sont vendues dans d'autres boutique de produits de sport ou en ligne.
En mars 2025, Aurore Bergé, partage la position du gouvernement Bayrou sur « qu'aucun signe religieux ostentatoire [ne doit] être porté dans les compétitions sportives, pas d'entrisme islamiste ». Clément Viktorovitch pointe le fait que le terme d'« ostentatoire » est absent de la législation à la différence de celui d'« ostensible », que le texte présenté est anticonstitutionnel par rapport à la loi de séparation des Églises et de l'État de 1905 et de l'article premier de la constitution française du 4 octobre 1958. Que cet propos entre en rupture avec la tradition française de la laïcité. Il dénonce la fênetre d'Overton de Jordan Bardela qui demande l'interdiction du voile dans l'espace public.

### Analyses
Selon le rapport de mars 2022, "Terrains de radicalisation ou de prévention ? - Exploration des radicalisations dans le sport associatif" par l'Institut des hautes études du ministère de l'Intérieur « les données collectées en entretien échouent à montrer un phénomène structurel ni même significatif de radicalisation ou de communautarisme dans le sport ». Les « radicalisés » sont significativement moins sportifs [...] que la population générale. Les associations sportives sont très faiblement touchées, et moins que d’autres types de structures, par le communautarisme. En définitive, les données collectées ne permettent pas de soutenir un rôle spécifique de la pratique sportive en soi ou de l’association sportive dans la radicalisation. La vingtaine de cas dans lesquels le sport est un facteur sont de petits groupes formés en dehors des clubs.
Seghir Lazri, sociologue du sport, considère que si certaines femmes portant le voile évoluent dans un environnement propice à la radicalisation, alors le fait qu'elles viennent pratiquer un sport [...] est un vecteur d'intégration et d'émancipation,.

### Situation du football
Le voile a été prohibé dans les compétitions internationales de football jusque 2014, jusqu'à ce que la FIFA n'adapte ses règlements.
Ainsi, des footballeuses junior iraniennes ont été interdites de compétition aux Jeux olympiques de la jeunesse de 2010 par la FIFA pour cause de port du voile en avril 2010. Les Iraniennes ne peuvent pas non plus se qualifier pour les Jeux olympiques de 2012. Réuni au siège de la FIFA à Zurich, l'International Football Association Board décide à l’unanimité d'autoriser à titre temporaire le 5 juillet 2012 le port du foulard, selon des spécifications (équipement, couleur et dessin) devant être définis d'ici la réunion annuelle de travail de l’IFAB à Glasgow le octobre 2012,. Cette autorisation du voile, élargie au turban masculin à la demande de la communauté canadienne sikh, est confirmée par la FIFA en le 1er mars 2014. Toutefois la Fédération française de football maintient sa règlementation et rappelle aussitôt :« En ce qui concerne la participation des sélections nationales françaises dans des compétitions internationales d'une part, ainsi que l'organisation des compétitions nationales d'autre part, la Fédération française de football rappelle son souci de respecter les principes constitutionnels et législatifs de laïcité qui prévalent dans notre pays et qui figurent dans ses statuts. Dans ces conditions, elle n'autorise pas les joueuses à porter le voile ».
Dans les compétitions françaises, une milieu de terrain du Paris Saint-Germain a été « évincée d'un match » en 2008 pour avoir voulu porter un voile. Par la suite, d'autres joueuses ont été exclues lors de diverses compétitions amateur de football ou de futsal.
Le sociologue Jean Baubérot fait part de ses inquiétudes en 2012. Il craint un « ressenti d'humiliation » au sein de la population musulmane de France. En sens inverse, Asma Guenifi, présidente de l'association Ni putes ni soumises, s'indigne d'une « grave régression ». « Aujourd'hui, c'est le foot. Demain, ce sera la natation », s'inquiète-t-elle. Elle demande de respecter la neutralité politico-religieuse dans le sport. En mars 2012, la présidente de Ni putes ni soumises avait déjà estimé que la réflexion en cours à la FIFA avait amené la présence de joueuses visiteuses venues voilées à Narbonne L'arbitre avait refusé de conduire le match entre Narbonne et le Petit-Bard Montpellier.
En 2022, l'article premier des règlements de la FFF est contesté devant le Conseil d'État à la suite d'actions du collectif Les Hijabeuses et de la Ligue des droits de l'homme. Dans sa décision rendue le 29 juin 2023, le Conseil d'État estime, contrairement à l'avis du rapporteur public, que les joueuses sont des usagères d'un service public et ne sont donc pas soumises au devoir de neutralité, mais que la FFF peut cependant édicter les règles qu'elle estime nécessaires au bon déroulement des compétitions et que l'interdiction du voile qu'elle a édictée est nécessaire, « adaptée et proportionnée » car elle prévient « notamment tout affrontement ou confrontation sans lien avec le sport ». Le fondement exact de cet arrêt fait l'objet de controverses : pour les publicistes Anthony Sfez et Mathieu Touzeil-Divina, le Conseil d'Etat se fonde sur les principes d'ordre public et de bon fonctionnement du service public,. Une autre publiciste, Frédérique de la Morena y voit quant à elle la consécration d'un ordre public sportif, estimant que le Conseil d'Etat juge que « le terrain de sport, pendant le temps de la rencontre, doit être tenu à l'écart des querelles du monde »La solution du Conseil d’État est critiquée par Anthony Sfez et Mathieu Touzeil Divina, qui y voient une atteinte inquiétante aux libertés publiques,. Frédérique de la Morena estime que l'arrêt permet d'éviter le risque de transformation des terrains de sport "en lieux d'expression de toutes les idéologies, ouverts à tous les slogans".

### Situation du basket-ball
Tout comme le football, la Fédération française de basket-ball prohibe le port du hijab en compétition de basket-ball, bien que la Fédération internationale de basket-ball (FIBA) ait décidé en mai 2017 de l'autoriser en compétition à compter d'octobre 2017.
En 2013, quatre basketteuses jeunes de l'équipe du quartier Ronceray-Glonnières au Mans décident de jouer voilées malgré l'interdiction de la règlementation FIBA alors en vigueur. La FFBB n'évoque alors pas la laïcité comme raison mais des questions de sécurité comme le risque d'étranglement par le foulard. « Ces dangers potentiels, qu'ils soient minimes ou pas, sont réels. La Fédération de basket ne peut pas tolérer le risque qu'un jour une jeune fille se blesse durement ou mette sa vie en danger pour une question de religion qui n'a rien à faire sur un terrain ». La blogosphère musulmane défend les basketteuses voilées,.
En janvier 2023, une joueuse du club d'Aubervilliers est exclue d'une rencontre régionale pour avoir porté le voile. En octobre de la même année, une lettre adressée à la Fédération et approuvée par 69 clubs, réclame le droit au « couvre-chef sportif ».

### Jeux olympiques et paralympiques
Le Comité international olympique a affirmé que les femmes pouvaient porter un voile au cours des épreuves olympiques de 2008 en Chine puisque quatorze délégations comptaient des athlètes voilées dans leurs rangs,. Le CIO se détermine alors « au cas par cas », et se refuse à généraliser la pratique. L'article 50 alinéa 2 de la charte olympique en vigueur prévoit : « Aucune sorte de démonstration ou de propagande politique, religieuse ou raciale n’est autorisée dans un lieu, site ou autre emplacement olympique ». La position de la France est que « tous les signes d'appartenance politique ou religieuse doivent y être bannis, laissés à l'entrée de ces enceintes, qui sont des lieux de neutralité, dans lesquels ne doit être pratiqué que le sport ». Après la décision de la FIFA d'admettre le voile en juillet 2012, le président du CIO Jacques Rogge valide ce choix.
Le 29 juin 2023, la ministre des sports Amélie Oudéa-Castéra annonce au nom d'une « laïcité stricte » ne pas admettre d'athlètes portant un voile dans les sélections françaises pour les Jeux olympiques et paralympiques,, suivant en cela le raisonnement du Conseil d’État qui étend l'obligation de neutralité s’appliquant aux fédérations sportives « à toutes les personnes sélectionnées dans une des équipes de France ».